# Guerra libanesa-israelí (2023-2024)
La guerra libanesa-israelí fue un conflicto armado que involucró a Israel y al grupo militante libanés Hezbolá, junto a otras milicias aliadas a través del intercambio de ataques a lo largo de la frontera israelí-libanesa y en Siria y la región de los Altos del Golán ocupada por los israelíes. El conflicto bélico fue el mayor recrudecimiento del enfrentamiento entre Hezbolá e Israel desde la guerra del Líbano de 2006, y fue parte de las repercusiones de la guerra Israel-Gaza.
Los ataques se iniciaron el 8 de octubre de 2023, cuando el grupo militante libanés Hezbolá lanzó cohetes guiados y proyectiles de artillería contra posiciones ocupadas por Israel en el noroccidente de los Altos del Golán tras los ataques del 7 de octubre de Hamás contra Israel. El gobierno de Israel tomó represalias con ataques con aviones no tripulados y fuego de artillería contra posiciones de Hezbolá cerca de la frontera entre los Altos del Golán y el Líbano. Los ataques se produjeron después de que Hezbolá expresara su apoyo y elogios por los ataques de Hamás contra Israel. Posteriormente, los enfrentamientos se intensificaron para llegar a otras partes de la frontera entre Israel y Líbano y a los Altos del Golán. Se trata de la mayor escalada del conflicto entre Hezbolá e Israel desde la Guerra del Líbano de 2006.
En el norte de Israel, el conflicto obligó a aproximadamente 96 000 personas a abandonar sus hogares, mientras que en el Líbano, más de 1 300 000 personas se vieron obligadas a huir del sur del Líbano (incluidos cerca de 150 000 niños), y Hezbolá dijo que no detendrá los ataques contra Israel hasta que detenga sus ataques y las operaciones militares en Gaza. Entre el 21 de octubre de 2023 y el 20 de febrero de 2024, la Fuerza Provisional de las Naciones Unidas en el Líbano (FINUL) registró unos 7948 incidentes de fuego de artillería desde el sur de la Línea Azul (de Israel al Líbano) y 978 incidentes de fuego de artillería desde el lado norte (del Líbano a Israel).
En septiembre de 2024 Israel intensificó sus operaciones contra Hezbolá, que comenzó con las explosiones de los buscapersonas en el Líbano y en Siria los días 17 y 18, y que fueron seguidas por ataques aéreos israelíes diarios que incluyeron el asesinato de altos comandantes de Hezbolá. Israel declaró que sus ataques continuarían hasta que los ciudadanos israelíes que se encontraran cerca de la frontera septentrional pudieran regresar a sus hogares en condiciones de seguridad. El 23 de septiembre fue el día con más víctimas en el Líbano, consecuencia de los ataques aéreos israelíes que causaron al menos 558 muertos y más de 1835 heridos, entre ellos niños, mujeres y paramédicos.
El 27 de septiembre, las Fuerzas de Defensa de Israel, lanzaron una ataque masivo contra el barrio de Dahiya, situado al sur de la capital libanesa, donde según Israel se encontraban los «cuarteles centrales» de Hezbolá, seis personas murieron y 91 resultaron heridas en ese bombardeo, que arrasó seis edificios de apartamentos. Al día siguiente el ejército israelí afirmó que había matado al líder de Hezbolá, Hasán Nasralá, en el ataque. Poco después, el grupo libanés confirmó la muerte de su líder.
El 1 de octubre, las FDI lanzaron una ofensiva militar terrestre que definieron como «selectiva y delimitada» en el sur del Líbano después de una intensa campaña de bombardeos contra Hezbolá. El grupo chiita, por su parte, aseguró haber causado bajas a las fuerzas israelíes en los pueblos vecinos de Adaisse y de Kfarkela, fronterizos con Israel. También informaron que habían lanzado un ataque de artillería contra una agrupación de soldados en el asentamiento israelí de Shtula.
El 10 de octubre dos miembros de la Fuerza Provisional de las Naciones Unidas para el Líbano (FINUL) resultaron heridos después de que un tanque Merkava israelí disparara directamente contra una torre de observación del cuartel general de la UNIFIL en Naqpura, impactando directamente contra ella y provocando su caída. Soldados israelíes también dispararon contra otra posición de la ONU en Labbouneh, alcanzando la entrada del búnker donde se refugiaban las fuerzas de paz, dañando varios vehículos. España y otros treinta y tres países que contribuyen con tropas a la FINUL condenaron dichos ataques.
El 26 de noviembre, el primer ministro de Israel, Benjamin Netanyahu, anunció en un discurso a la nación que habían alcanzado un principio de acuerdo de alto el fuego para el cese de las hostilidades entre el Ejército israelí y Hezbolá, que entró en vigor al día siguiente. El alto el fuego establecía que Hezbolá trasladara sus fuerzas al norte del río Litani, a unos 30 km de la frontera israelí, mientras que Israel debía retirar sus tropas del sur del Líbano. Por su parte el ejército libanés recibió la misión de desplegar unos 5000 soldados para vigilar la situación y mantener la paz en la región. Un grupo de cinco países, encabezado por Estados Unidos, serían los encargados de supervisar el cumplimiento del acuerdo, aunque Israel se reserva el derecho de atacar las amenazas inmediatas en el Líbano durante este período. El 18 de febrero de 2025, Israel anunció que mantendría cinco puestos de avanzada en el sur del Líbano, después de retirar la mayoría de sus tropas.

## Antecedentes

### Fundación de Hezbolá
Hezbolá es a la vez un partido político y un grupo paramilitar chiita libanés, creado aproximadamente en 1982 para enfrentar la invasión israelí del Líbano. Después de la guerra, Israel siguió ocupando una parte en el sur del Líbano con la ayuda de militantes del Ejército del Sur del Líbano (SLA). En 2000, Israel se retiró del sur del Líbano a la frontera de la Línea Azul, designada por las Naciones Unidas y reconocida internacionalmente. Hezbolá tomó rápidamente el control de la zona y justificó su existencia continua, su ocupación y sus ataques contra Israel citando tanto acusaciones de prisioneros libaneses en Israel como el continuo control israelí de la región de las granjas de Shebaa, ocupada por Israel e internacionalmente reconocida como parte del Líbano.

### Facciones palestinas en el Líbano
Desde la expulsión y éxodo palestinos de 1948, refugiados palestinos han tenido una presencia en el sur del Líbano, y se construyeron numerosos campamentos de refugiados, que llevaron muchas facciones palestinas a la región, que a menudo era usada como un centro de lanzamiento de cohetes hacia Israel. La Organización para la Liberación de Palestina (OLP) tenía sus cuarteles generales en el Líbano tras ser expulsada de Jordania por el rey Huséin para julio de 1971. Tras verse envueltos en una insurgencia en el sur del Líbano, fueron expulsados a Túnez tras la guerra del Líbano de 1982. 
El estallido de la guerra entre Israel y Gaza en 2023 motivó a Hezbolá a empezar a bombardear a Israel con fuego de cohetes como una declaración de apoyo y alabanza por el ataque de Hamás sobre Israel, que tuvo lugar el 7 de octubre de 2023. Intercambios de artillería y fuego de cohetes en la disputada región de las Granjas de Shebaa ocurrieron el 8 de octubre. Los ataques diarios de Hezbolá contra comunidades civiles en el norte de Israel causaron el desplazamiento de entre 60 000 y 80 000 residentes en 43 comunidades en la Alta Galilea y el norte de Israel.

### Resolución 1701 del Consejo de Seguridad de las Naciones Unidas
Al final de la guerra del Líbano de 2006 se alcanzó un alto el fuego entre Israel y Hezbolá, basado en los términos de la Resolución 1701 del Consejo de Seguridad de las Naciones Unidas, que pedía el establecimiento de una zona desmilitarizada entre la frontera sur del Líbano y el río Litani. La resolución del Consejo de Seguridad de la ONU establecía que sólo el ejército libanés y la Fuerza Provisional de las Naciones Unidas para el Líbano (FPNUL) pudieran estar armados en el sur del Líbano. También declaró que ninguna de las partes debe cruzar la Línea Azul, que marca la frontera entre el Líbano e Israel, y divide la aldea de Ghajar entre los dos. A pesar de ello, tanto Israel como Hezbolá han violado su obligaciones en virtud de la Resolución 1701.

### Enfrentamientos de abril y julio de 2023
El 6 de abril de 2023, en respuesta a los enfrentamientos en la mezquita de Al-Aqsa de 2023, se dispararon decenas de cohetes desde el Líbano hacia Israel, hiriendo a tres civiles israelíes. Las Fuerzas de Defensa de Israel dijeron que interceptaron 25 cohetes disparados desde el Líbano, que, según aseguraron, fueron disparados por las facciones palestinas Hamás y Yihad Islámica Palestina con la aprobación de Hezbolá. Los ataques fueron la mayor escalada entre los dos países desde la Guerra del Líbano de 2006. La Fuerza Provisional de las Naciones Unidas para el Líbano (FINUL) calificó la situación de «extremadamente grave» e «instó a la moderación».
El 15 de julio, las FDI dispararon tiros de advertencia y utilizaron municiones antidisturbios contra dieciocho personas, incluidos periodistas y parlamentarios, que cruzaron la frontera desde el Líbano y caminaron 80 metros hacia territorio ocupado por Israel.

### Guerra de Gaza
El 8 de octubre de 2023, un día después de que Hamás atacara varias posiciones civiles y militares en Israel e Israel comenzara a bombardear Gaza, Hezbolá se unió al conflicto en «solidaridad con los palestinos», Inicialmente dispararon contra puestos militares israelíes situados en las granjas de Shebaa y los Altos del Golán, ambos territorios bajo ocupación israelí. Desde entonces, Hezbolá e Israel han estado involucrados en intercambios militares transfronterizos que han desplazado a comunidades enteras en Israel y Líbano, con daños significativos a edificios y tierras a lo largo de la frontera. Del 7 de octubre de 2023 al 20 de septiembre de 2024, hubo 10 200 ataques transfronterizos, de los cuales Israel lanzó 8300. Más de 96 000 personas en Israel y más de 1 300 000 personas en el Líbano se han visto obligadas a abandonar sus hogares debido a los combates y los bombardeos. Hasta la invasión de Israel del Líbano, ambos contendientes trataron de mantener sus ataques a un nivel que causa daño sin escalar hacia una guerra a gran escala.
Hezbolá ha declarado que seguirá atacando a Israel hasta que Israel detenga sus operaciones en la Franja de Gaza, donde había matado a más de 43 000 palestinos, más del 70 % de las víctimas mortales eran mujeres y niños, según datos de la ONU. Por su parte Israel exigió que Hezbolá implemente la resolución 1701 del Consejo de Seguridad de las Naciones Unidas y retire sus fuerzas al norte del río Litani.
En noviembre de 2023, el ministro de Defensa israelí, Yoav Galant, advirtió que Beirut podría correr la misma suerte que Gaza. Hizo la misma advertencia en enero de 2024. En junio de 2024, Gallant visitó Estados Unidos en busca de apoyo para una escalada de la guerra con Hezbolá y una invasión terrestre en el Líbano.

## Desarrollo del conflicto

### 2023

#### Octubre
En la mañana del 8 de octubre, Hezbolá disparó cohetes y proyectiles contra la región de las Granjas de Shebaa; En respuesta, las Fuerzas de Defensa de Israel (FDI) dispararon proyectiles de artillería y de un dron contra el sur del Líbano. Según informes, dos niños libaneses resultaron heridos por cristales rotos.
El 9 de octubre, el ejército israelí afirmó haber matado a varios infiltrados del Líbano y haber disparado artillería a través de la frontera. Hezbolá negó su participación en el incidente. Más tarde, las Brigadas Al-Quds se atribuyeron la responsabilidad de la infiltración armada. Más tarde ese mismo día, los combates comenzaron de nuevo entre Hezbolá y las tropas israelíes, resultando en la muerte de tres miembros de Hezbolá. Hezbolá anunció más tarde la muerte de otros dos militantes esa misma noche. Hezbolá disparó cohetes y artillería en represalia. Durante los enfrentamientos, dos soldados israelíes y el teniente coronel Alim Abdallah, comandante adjunto de la 300.ª Brigada de Israel, murieron en un ataque de la Yihad Islámica palestina, mientras que el Comando del Frente Interno del ejército israelí ordenó a los residentes de veintiocho localidades del norte de Israel que buscaran cobijo en refugios antiaéreos.
El 10 de octubre, Hezbolá disparó un misil guiado antitanque contra un vehículo militar israelí en el área de Avivim, lo que provocó un ataque de helicóptero israelí en represalia. El 11 de octubre, los enfrentamientos continuaron entre Hezbolá y el ejército israelí a lo largo de la frontera entre Israel y el Líbano, y las autoridades militares israelíes ordenaron a los residentes en el norte de Israel que buscaran refugio luego de informes de drones lanzados desde el sur del Líbano. Se lanzó un misil Patriot para interceptar un proyectil sospechoso, después de lo cual el ejército israelí que el objeto en cuestión no era un dron. Un soldado israelí murió y otro resultó herido en un ataque con misiles antitanque de Hezbolá. El hospital libanés-italiano de Tiro ingresó a tres civiles heridos. Se activaron sirenas de advertencia en todo el norte de Israel después de que surgieran informes de que hasta 20 infiltrados en parapentes habían entrado en territorio israelí desde el Líbano antes de que el ejército israelí descartara el informe como una falsa alarma.

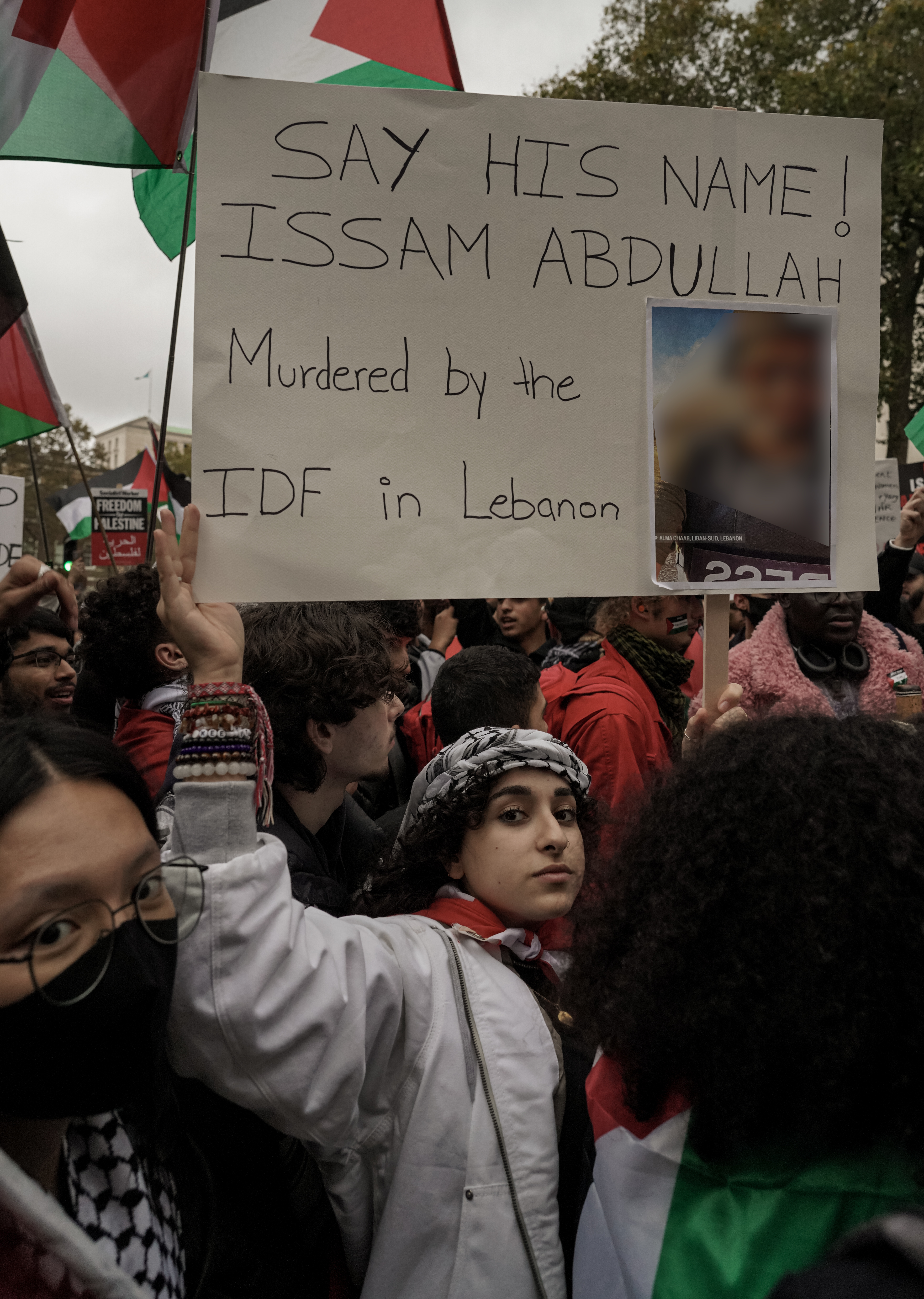
Una manifestante sostiene una pancarta con la foto de Issam Abdallah durante las protestas masivas en Londres contra la guerra

El 13 de octubre, el jefe adjunto de Hezbolá, el jeque Naim Qassem, dijo que «cuando llegue el momento de cualquier acción, la llevaremos a cabo», afirmando que Hezbolá estaba listo y «contribuiría a los enfrentamientos contra Israel de acuerdo con su propio plan». El ejército israelí disparó fuego de artillería hacia el sur del Líbano después de una explosión que causó daños menores a una sección del muro fronterizo entre Israel y el Líbano, cerca del kibutz Hanita. También el 13 de octubre, mientras un grupo de periodistas de Reuters, Agence France-Presse (AFP) y Al Jazeera transmitían en directo un vídeo de un puesto de avanzada de las FDI en Aalma ech Chaab, dos ráfagas de proyectiles de tanque alcanzaron directamente al grupo. La primera mató al fotoperiodista de Reuters Issam Abdallah. El segundo ataque fue mucho más potente e incendió el vehículo de Al Jazeera, un Toyota blanco, junto al cual se encontraban los periodistas de Al Jazeera Carmen Joukhadar y Elie Brakhya, así como su colega de AFP Dylan Collins. La fotógrafa de Reuters, Christina Assi, también resultó gravemente herida. El ejército libanés afirmó que las FDI dispararon el misil que mató a Abdallah. Otro periodista de Reuters en el lugar dijo que Abdallah fue asesinado por proyectiles disparados desde la dirección de Israel. Su última publicación en Instagram, publicada una semana antes de ser asesinado, fue una fotografía de Shireen Abu Akleh, una periodista palestina de Al Jazeera árabe que había sido asesinada por Israel en 2022. Además un soldado israelí murió y otro resultó herido en un ataque con misiles antitanque de Hezbolá.
El 14 de octubre, el ejército israelí publicó imágenes de su ataque con drones que, según ellos, había matado a tres infiltrados del Líbano en un ataque con drones cerca de Margaliot. Uno de ellos fue reconocido por Hezbolá como uno de sus miembros. Por la tarde, Hezbolá disparó 50 granadas de mortero y 6 misiles antitanque contra cinco puestos avanzados israelíes en las granjas de Shebaa ocupadas. Otros bombardeos israelíes mataron a dos civiles en una aldea de la zona de Shebaa. Pruebas de vídeo y fotografías mostraron el uso de bombas de fósforo por parte del ejército israelí.
El 15 de octubre, Hezbolá lanzó cinco misiles antitanque hacia el norte de Israel, matando a un civil e hiriendo a otros tres en Shtula. La FPNUL dijo que su cuartel general en Naqoura fue alcanzado por disparos de cohetes. El teniente Amitai Granot, comandante del 75.º Batallón de la Brigada Golán, murió en un ataque con misiles contra un puesto del ejército israelí en la frontera con el Líbano.
El 16 de octubre, las fuerzas israelíes lanzaron un misil contra el cuartel general de las Fuerzas de Paz de la ONU en el Líbano comandado por el ejército español sin causar ninguna baja. Ese mismo día, según un comunicado de Hezbolá, sus combatientes habrían dejado fuera de combate un tanque israelí Merkava IV con un impacto directo de un misil antitanque en el sitio fronterizo de Dhahira, en la frontera entre Israel y el Líbano. También el 16 de octube, Amnistía Internacional informó que las FDI dispararon proyectiles de fósforo blanco contra Dhayra, hospitalizando a nueve civiles e incendiando objetivos civiles. Aya Majzoub, directora regional adjunta de Amnistía Internacional para Oriente Medio y el Norte de África, describió el ataque como una violación del derecho internacional que debía investigarse como crimen de guerra y que «puso en grave peligro la vida de los civiles, muchos de los cuales fueron hospitalizados y desplazados, y cuyas casas y automóviles se incendiaron».
El 17 de octubre, el ejército israelí afirmó haber matado a cuatro posibles infiltrados a lo largo de la frontera libanesa. Los medios estatales libaneses informaron de que la aldea de Dhayra y otras áreas a lo largo de la frontera fueron objeto de bombardeos «continuos» durante la noche. El 19 de octubre, las Fuerzas Armadas Libanesas dijeron que una persona murió y otra resultó herida después de que un grupo de siete periodistas iraníes fueran atacados con ametralladoras por Israel, aunque los medios estatales iraníes negaron la afirmación y dijeron que todos sus periodistas estaban «vivos y sanos». Las fuerzas de paz de la FPNUL informaron de que una persona murió después de que civiles quedaran atrapados en un fuego cruzado en la frontera, por lo que el ejército libanés solicitó la asistencia de la FPNUL para calmar la situación. Se pidió a Israel que suspendiera el fuego «para facilitar la operación de rescate».
Entre el 18 y el 19 de octubre, Arabia Saudí, Alemania, Reino Unido y Estados Unidos pidieron a sus ciudadanos que abandonaran inmediatamente el Líbano debido a la situación de extrema tensión provocada por la escalada de ataques contra Israel en la frontera.
El 31 de octubre, Amnistía Internacional confirmó el uso de fósforo blanco por parte de Israel contra civiles en el sur del Líbano. Según el comunicado de la organización, «el Ejército israelí lanzó proyectiles de artillería que contenían fósforo blanco —un arma incendiaria— en operaciones militares a lo largo de la frontera sur de Líbano entre el 10 y el 16 de octubre de 2023», lo supone una violación del derecho internacional humanitario.

#### Noviembre

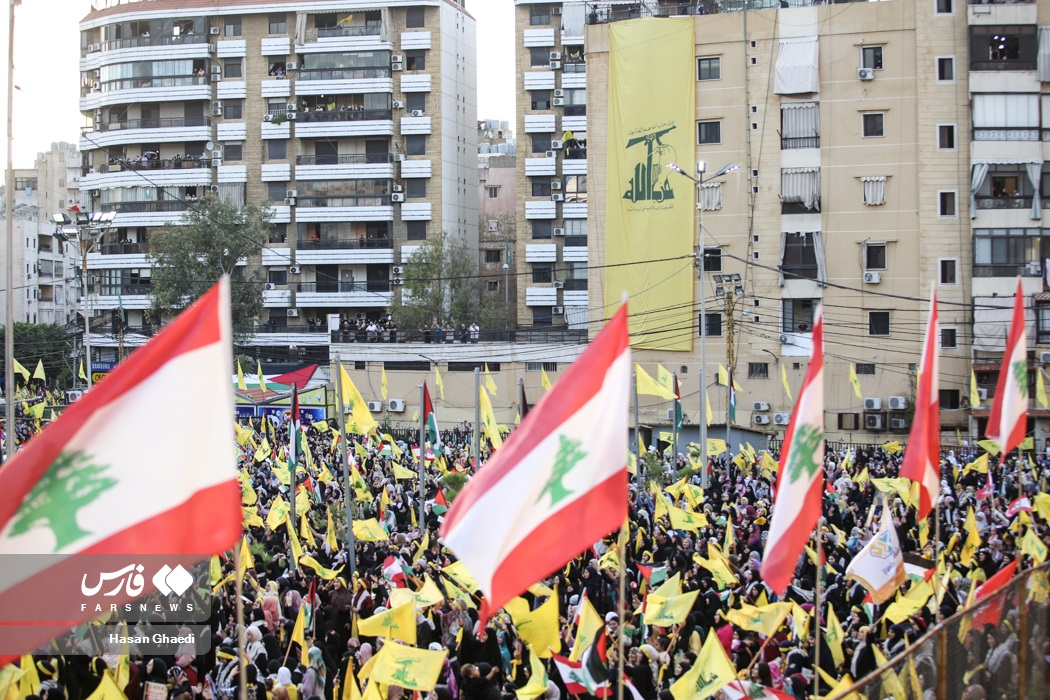
Partidarios de Hezbolá asisten al discurso de Hasán Nasralá en Beirut, el 3 de noviembre de 2023

El 2 de noviembre, Hezbolá afirmó que había atacado simultáneamente diecinueve «posiciones militares sionistas» a lo largo de la frontera. Otro bombardeo de cohetes hirió a dos personas en la ciudad israelí de Kiryat Shemona, cerca de la frontera libanesa. La sección libanesa de Hamás dijo que disparó una docena de cohetes contra la ciudad «en respuesta a las masacres de la ocupación (israelí) contra nuestro pueblo en Gaza». Según el ejército israelí habían atacado objetivos de Hezbolá con un «amplio asalto», en el que habían participado «aviones de combate y helicópteros» en represalia por el ataque. En su esperado primer discurso desde el inicio de la guerra en Gaza el 3 de noviembre, el líder de Hezbolá, Hasán Nasralá, dijo que la presencia de buques de guerra estadounidenses en el Mediterráneo «no nos asusta».
El 5 de noviembre, una bomba israelí impactó en un coche que viajaba entre dos localidades del sur del Líbano, matando a tres niñas de entre 10 y 14 años y a su abuela. En represalia, Hezbolá lanzó un ataque con cohetes que mató a un israelí. Por su parte, Hezbolá derribó un avión no tripulado israelí Elbit Hermes 450 sobre Nabatieh, los escombros cayeron sobre las casas en las localidades de Zabdin y Harouf. Un civil israelí murió cuando misiles antitanque impactaron en el kibutz Yiftah. Cuatro personas resultaron heridas tras un bombardeo israelí que alcanzó a dos ambulancias.
El 6 de noviembre, las Brigadas Al-Qassam asumieron la responsabilidad de disparar dieciséis cohetes desde el Líbano contra zonas al sur de Haifa. Mientras tanto, Israel informó de que se habían disparado al menos treinta cohetes, y que las FDI respondieron a los disparos. Las brigadas de Hezbolá y Al-Qassam también llevaron a cabo cuatro ataques transfronterizos en el norte de Israel.
El 7 de noviembre, el segundo al mando de Hezbolá, Naim Qassem, dijo que el grupo podría verse obligado a entrar en un conflicto más amplio por los ataques israelíes en Gaza. El 10 de noviembre, Hezbolá lanzó un ataque con misiles antitanque contra un puesto de las FDI en Manara, que hirió a tres soldados. Las FDI atacaron las zonas de origen de los disparos en respuesta. Hezbolá llevó a cabo tres ataques con aviones no tripulados en el norte de Israel contra posiciones de las FDI. Un avión no tripulado fue interceptado mientras que otros dos alcanzaron territorio israelí.
El 11 de noviembre, siete miembros de Hezbolá murieron durante los enfrentamientos. Aviones israelíes bombardearon el hospital Meiss Ej Jabal, hiriendo a un médico. El Ministerio de Salud libanés condenó el ataque y dijo que «las autoridades israelíes eran plenamente responsables de este acto injustificable, que habría llevado a resultados catastróficos» y pidió una investigación. El Movimiento Amal, aliado de Hezbolá, anunció que un combatiente murió en un ataque israelí con misiles en la aldea de Rab El Thalathine, que también hirió a otros dos de sus miembros ese mismo día. Estas fueron las primeras bajas del grupo desde que se unió a la lucha.
El 12 de noviembre, Hezbolá lanzó una serie de ataques contra varios objetivos israelíes en el norte de Haifa y las ciudades fronterizas israelíes de Na'ura y Shlomi en los que resultaron heridas al menos diecisiete personas (siete soldados y diez civiles). El incidente más grave tuvo lugar en la comunidad rural de Dovev, donde Hezbolá disparó misiles antitanques hiriendo gravemente a trabajadores que estaban reparando unas líneas eléctricas dañadas en un ataque anterior. Posteriormente, Hezbolá anunció ataques contra reuniones de tropas y cuarteles militares israelíes en las zonas fronterizas de Birket Riche y Zareit, mientras los enfrentamientos en la zona continuaban intensificándose. Hezbolá también afirmó haber atacado una topadora del ejército israelí en otro ataque. Las FDI dijeron que habían lanzado un ataque con drones contra una célula militante que intentó lanzar misiles antitanques cerca de Metula. Otros enfrentamientos también mataron a un miembro de Hezbolá.
Tras un ataque de Hezbolá el 13 de noviembre, el ejército israelí respondió con intensos bombardeos en todo el sur del Líbano que, según informes, mataron a dos civiles. Combatientes no identificados dispararon misiles guiados antitanque que hirieron a dos israelíes cerca de Netu'a. Un cohete israelí cayó cerca de periodistas en Yarun (Líbano), pero no se registraron víctimas. Hezbolá condenó el ataque, que ocurrió mientras los periodistas realizaban un recorrido público por la ciudad. El ministro de Asuntos Exteriores, Abdallah Bou Habib, dijo que el gobierno libanés había presentado una denuncia ante el Consejo de Seguridad de la ONU en respuesta al incidente.
El 16 de noviembre, Hezbolá lanzó ocho misiles antitanque contra las fuerzas israelíes y la infraestructura militar. Por la tarde, Hezbolá atacó numerosas localidades israelíes cercanas a la frontera y concentraciones militares en Shtula y Hadab Yaron. Las FDI respondieron con fuerza a los ataques y aviones de guerra israelíes atacaron objetivos de Hezbolá en el sur del Líbano. Hezbolá anunció que dos de sus miembros fueron asesinados.
Cuatro días después, la base militar israelí de Biranit sufrió graves daños por un bombardeo de Hezbolá con cohetes Burkan. Aviones de combate israelíes atacaron numerosos objetivos militares de Hezbolá y los soldados atacaron una célula militante cerca de Metula. La iglesia de San Jorge, de importancia histórica, sufrió graves daños en Yarun tras ser bombardeada por la aviación israelí. La casa del diputado del Movimiento Amal, Kabalan Kabalan, también fue alcanzada con cohetes. 
El 21 de noviembre, un ataque aéreo de las FDI en Kafr Kila mató a una anciana e hirió a su nieta. Otro equipo de periodistas fue blanco de un ataque de las FDI cerca de Tayr Harfa que mató a tres personas, incluidos dos periodistas de Al Mayadeen, un reportero y un fotoperiodista, y un guía. El mismo día, cuatro miembros de las Brigadas Al-Qassam murieron después de un ataque de las FDI contra un automóvil cerca de Chaaitiyeh. Un miembro de Hezbolá también murió en otro ataque en Khiam.
El 23 de noviembre, Hezbolá disparó cerca de 50 proyectiles contra Israel desde el sur de Líbano, en lo que constituyó su mayor ataque desde el estallido del conflicto. Según el grupo armado, el ataque tenía como objetivo una base israelí en los alrededores de la ciudad de Safed, y en concreto «soldados de infantería del enemigo israelí» en la base de Al Dhahira, para lo que afirmó que se habían «usado armas apropiadas y ha habido impactos directos». El gobierno israelí reconoció el ataque y confirmó ataques con artillería contra «las fuentes de los disparos».
El 25 de noviembre, Una patrulla de la FINUL fue alcanzada por disparos de las FDI en las cercanías de Aitaroun, aunque no hubo víctimas. La FINUL condenó el incidente y pidió a las partes que recordaran «sus obligaciones de proteger a las fuerzas de paz y evitar poner en peligro a los hombres y mujeres que trabajan para restablecer la estabilidad».

#### Diciembre
El 1 de diciembre, Hezbolá reivindicó cinco ataques en la frontera entre Israel y el Líbano. Las fuerzas israelíes bombardearon Hula, matando a dos civiles, y la aldea de Jebbayn, donde mataron a una persona más. El ejército israelí también atacó una base de Hezbolá y una célula de este grupo que se preparaba, según fuentes israelíes, para llevar a cabo un ataque cerca de Malkia. Hezbolá anunció la muerte de uno de sus miembros, supuestamente a causa de uno de los ataques de las fuerzas israelíes Al día siguiente, Hezbolá disparó varios cohetes contra puestos del ejército israelí a lo largo de la frontera. Israel respondió con ataques aéreos y bombardeos de artillería contra sitios de Hezbolá. Hezbolá afirmó que uno de sus combatientes murió.
El 4 de diciembre, Hamás anunció la creación de una nueva unidad en el Líbano denominada Vanguardias de la Inundación de Al-Aqsa y llamó «a los jóvenes y hombres de nuestro pueblo a unirse a los combatientes de la resistencia de vanguardia y participar en la configuración del futuro y la liberación de Jerusalén y la Mezquita de al-Aqsa». Esto creó una reacción negativa por parte de muchos políticos libaneses, ya que dijeron que podría ser una amenaza a la soberanía del Líbano.
Un soldado libanés murió y otros tres resultaron heridos el 5 de diciembre en un ataque israelí contra una base del ejército libanés en Odaisseh. Posteriormente, las tropas israelíes se disculparon por el incidente y dijeron que investigarían sus circunstancias. Un trabajador agrícola sirio murió en un ataque de artillería israelí contra una granja avícola cerca de Arnoun que también hirió a dos de sus familiares. El ministro de Defensa israelí, Yoav Galant, se reunió con alcaldes y jefes de consejos locales en Nahariya, al norte de Israel, para discutir la amenaza de Hezbolá a los residentes del norte. Galant dijo que si la diplomacia fallase, Israel utilizaría su ejército para forzar a Hezbolá a retirarse al norte del río Litani.
El 6 de diciembre, un bombardeo israelí mató a un soldado del ejército del Líbano e hirió a otros tres en la localidad libanesa de Adaysseh, tras lo que el propio ejército israelí hizo pública una nota de prensa en la que «lamentaba el incidente» y aclaraba que el ejército libanés no era el blanco de ese ataque. Al día siguiente, el 7 de diciembre, un hombre israelí de 60 años murió como consecuencia del impacto de un misil antitanque de Hezbolá en el vehículo en el que viajaba. Israel bombardeó el lugar desde el que provino el ataque con helicópteros, tanques y artillería.
El 10 de diciembre, seis soldados israelíes resultaron heridos de diversa consideración tras un ataque con un dron de Hezbolá. En los ataques de represalia del día siguiente, un obús israelí mató al alcalde de la localidad libanesa de Taybeh y a uno de sus familiares. El Partido Social Nacionalista Sirio en el Líbano anunció la muerte de un miembro de su ala militar, las Águilas del Torbellino, el 15 de diciembre. Fuentes militares israelíes dijeron que uno de cada cinco cohetes lanzados por Hezbolá había caído en territorio libanés y publicaron una infografía que mostraba lanzamientos fallidos de cohetes hacia Israel.
El 16 de diciembre, un soldado del 129.º Batallón de las FDI murió en un ataque con aviones no tripulados de Hezbolá cerca de Margaliot, que también provocó un incendio en un edificio. Otros dos soldados resultaron heridos. Otro dron fue derribado por el ejército israelí, que también respondió a las infiltraciones bombardeando objetivos. Posteriormente, la fuerza aérea israelí atacó varios objetivos de Hezbolá dentro del Líbano, incluidos sitios de lanzamiento de cohetes e infraestructura militar.
El 20 de diciembre, Hezbolá dijo que bombardearon el asentamiento de Yiftah con proyectiles de artillería provocando «bajas confirmadas», la milicia libanesa también afirmó que atacaron a un tanque Merkava en Al-Malkiyya con «armas apropiadas, lo que provocó su destrucción y la muerte y heridas de quienes se encontraban en su interior.»
El 21 de diciembre, dos personas resultaron heridas en la localidad israelí de Dovev tras un ataque de Hezbolá con misiles antitanque. Al día siguiente, un soldado israelí murió y otro resultó herido de gravedad como resultado de una andanada de unos veinte misiles lanzada por Hezbolá. En la mañana del 23 de diciembre, aviones israelíes bombardearon una casa en Kfar Kila y también se produjo un intenso fuego de artillería en las afueras de Deir Mimas. Las fuerzas israelíes llevaron a cabo una incursión cerca de un centro de la UNIFIL cerca del río Khardali. Un camarógrafo de Al-Manar resultó herido en un ojo tras un ataque israelí en una carretera de la zona de Al-Khardali por donde también pasaban corresponsales de MTV y de la Agencia Nacional de Noticias, de propiedad estatal. Hezbolá anunció que dos de sus miembros fueron asesinados ese día.
El 26 de diciembre, otros nueve soldados y un civil israelíes resultaron heridos, uno de ellos de gravedad, en un ataque con misiles de Hezbolá, en este caso contra una iglesia de la localidad israelí de Iqrit, situada muy cerca de la frontera con el Líbano. El 27 de diciembre, un bombardeo israelí en la aldea libanesa de Bint Jbeil mató a tres personas: un combatiente de Hezbolá, su hermano y su cuñada. Como represalia, Hezbolá lanzó treinta y cuatro misiles contra la localidad israelí de Kiryat Shemona, que había sido evacuada en gran parte al comienzo de la guerra, y otros dieciocho a la ciudad costera de Rosh Hanikra. A su vez, el ejército israelí respondió con bombardeos masivos en el sur del Líbano.
El 30 de diciembre, ataques aéreos israelíes tuvieron como objetivo un cargamento de armas iraní en la ciudad fronteriza siria de Abu Kamal, matando a 25 milicianos respaldados por Irán.

### 2024

#### Enero
Un ataque israelí contra la localidad libanesa de Kfar Kila mató a cuatro milicianos de Hezbolá el 1 de enero de 2024. El 2 de enero, Israel llevó a cabo un ataque aéreo en el barrio de Dahieh de Beirut con el que logró asesinar a Saleh al-Arouri, vicepresidente del buró político de Hamás, así como a otros seis miembros del grupo palestino. Al-Arouri también era responsable de la expansión de las actividades de Hamás en la Cisjordania ocupada por Israel, incluidos los ataques contra israelíes. El asesinato ocurrió un día antes de que Hezbolá conmemorara el cuarto aniversario del asesinato del alto comandante militar iraní Qasem Soleimani.
El 5 de enero, Líbano presentó una demanda formal ante Naciones Unidas, por el ataque y pidió que la ONU que condenase el ataque, presionase a Israel para que pusiese fin a este tipo de acciones y adoptase «acciones decisivas» para impedir «nuevas agresiones». Al día siguiente, Hezbolá lanzó un ataque con más de 60 cohetes contra la base militar israelí de Merón, situada en la Alta Galilea, «como parte de la respuesta inicial al asesinato del dirigente de Hamás, Saleh Al Arouri, y sus camaradas». Según Hamás, en el ataque se habrían producido «impactos directos en la base y heridos confirmados». Según Israel, los cohetes tenían como objetivo una base aérea estratégica cerca del monte Merón, causándole importantes daños.
El 8 de enero, un ataque aéreo israelí en el sur de Líbano mató a Wissam Hassan al-Tawil, comandante de la fuerza de élite Redwan de Hezbolá. Por su parte el grupo libanés respondió con un ataque con drones contra una base militar israelí en la ciudad de Safed. El 11 de enero, un bombardeo israelí mató a dos médicos y destruyó una ambulancia en la ciudad libanesa de Hanin.
El 13 de enero, Hezbolá declaró que en el «sector este» atacaron reuniones de soldados israelíes en Al-Asi, Hunin y Talat al-Taihat, «resultando en impactos directos», el grupo paramilitar chií también dijo que atacaron un tanque Merkava israelí en la posición de Matla, «lo que resultó en su destrucción y en la muerte y heridas de su tripulación». Al día siguiente, el ejército israelí anunció que había matado a tres miembros de Hezbolá que se habían infiltrado en las granjas de Shebaa; cinco soldados israelíes resultaron heridos leves y moderados. Poco después, dos civiles murieron en el norte de Israel después de que un misil antitanque disparado desde el Líbano alcanzara su casa en una ciudad cerca de la frontera con el Líbano.
El 17 de enero, Hamás lanzó cohetes contra Israel desde el Líbano, e Israel respondió con una serie de ataques que causaron la muerte a un miliciano de Hamás. El 20 de enero, otros dos miembros de Hamás murieron en un ataque israelí contra el vehículo en el que viajaban. Dos miembros de Hezbolá murieron por el ataque de un dron israelí al día siguiente. Al día siguiente, en el sur del Líbano, Sky News Arab informó que Fadi Suleiman, un alto comandante de campo de Hezbolá, sobrevivió a un ataque israelí cerca de un puesto de control militar en Kafra. Su guardaespaldas murió en el mismo ataque. El 27 de enero, Hezbolá informó de la muerte de cuatro de sus milicianos como resultado de dos ataques distintos por parte de Israel. El 31 de enero, un ataque israelí en la localidad libanesa de Blida dejó una persona muerta y una ambulancia destruida.

#### Febrero
Entre el 3 y el 5 de febrero, cinco militantes del Movimiento Amal murieron como resultado de los ataques israelíes. Dos combatientes murieron en ataques aéreos en Blida y se anunció que otros tres más habían muerto en Bayt Lif.
El 7 de febrero, un nuevo ataque israelí mató a un civil e hirió a otros dos en la localidad libanesa de Khiam. En respuesta a este ataque, Hezbolá lanzó treinta cohetes contra diversas ubicaciones de la alta Galilea israelí. Ese mismo día la Fuerza Aérea Israelí lanzó varios ataques con misiles contra varios lugares de Homs, en el centro de Siria, matando a diez personas, incluidos seis civiles y dos miembros de Hezbolá. El 8 de febrero, un dron israelí atacó a un automóvil en Nabatieh. Los medios israelíes dijeron que un comandante regional de Hezbolá llamado Abbas al-Dabs fue asesinado en el ataque. Poco después, el lanzamiento de un misil antitanque hirió de gravedad a un oficial del ejército israelí y de carácter leve a dos soldados en la zona de Kiryat Shemona. Por su parte, Hezbolá atacó un tanque Merkava israelí con un misil guiado antitanque en al-Jalil Pandhandle, cerca de la línea azul, destruyendo al carro de combate.
El 12 de febrero, Israel respondió con un ataque contra un coche en Nabatieh en el que viajaba un alto cargo de Hezbolá, matando a tres milicianos e hiriendo al dirigente. La cadena de ataques y represalias continuó el 13 de febrero, cuando Hezbolá disparó un cohete contra Kiryat Shemona e hirió de gravedad a una mujer de 47 años y a su hijo de 15.
Un nuevo ataque de Hezbolá, en este caso contra una base militar cerca de Safed, mató a un soldado israelí e hirió a otros ocho el 14 de febrero. Israel respondió con el día más mortífero para los libaneses, con ataques aéreos generalizados contra objetivos pertenecientes a la infraestructura de Hezbolá en Jabal al-Braij, Kfar Houneh, Kafr Dunin, Aadchit y Souaneh, matando a un total de diez personas, incluidas una madre y su hijo. Al día siguiente, en Nabatieh, un ataque israelí a un edificio residencial mató a siete miembros de una familia, entre ellos un niño. Otro ataque en la ciudad de al-Suwana mató a una mujer y a sus dos hijos. Un comandante de Hezbolá y su segundo al mando murieron como consecuencia del ataque contra una vivienda también en Nabatieh. Al día siguiente los ataques israelíes mataron a otro cinco miembros de Hezbolá y de Amal. Los bombardeos israelíes también mataron a al menos diez civiles, incluidos cuatro niños, según las autoridades sanitarias libanesas. Se anunció la muerte de un total de siete miembros de Hezbolá a causa de los ataques.
El 21 de febrero, un nuevo bombardeo israelí en el sur del Líbano mató a una mujer y a un niño en la localidad de Majdal Zoun. Dos días después, Hezbolá confirmó la muerte de cuatro de sus miembros, y la de otros dos más el domingo 25.

#### Marzo

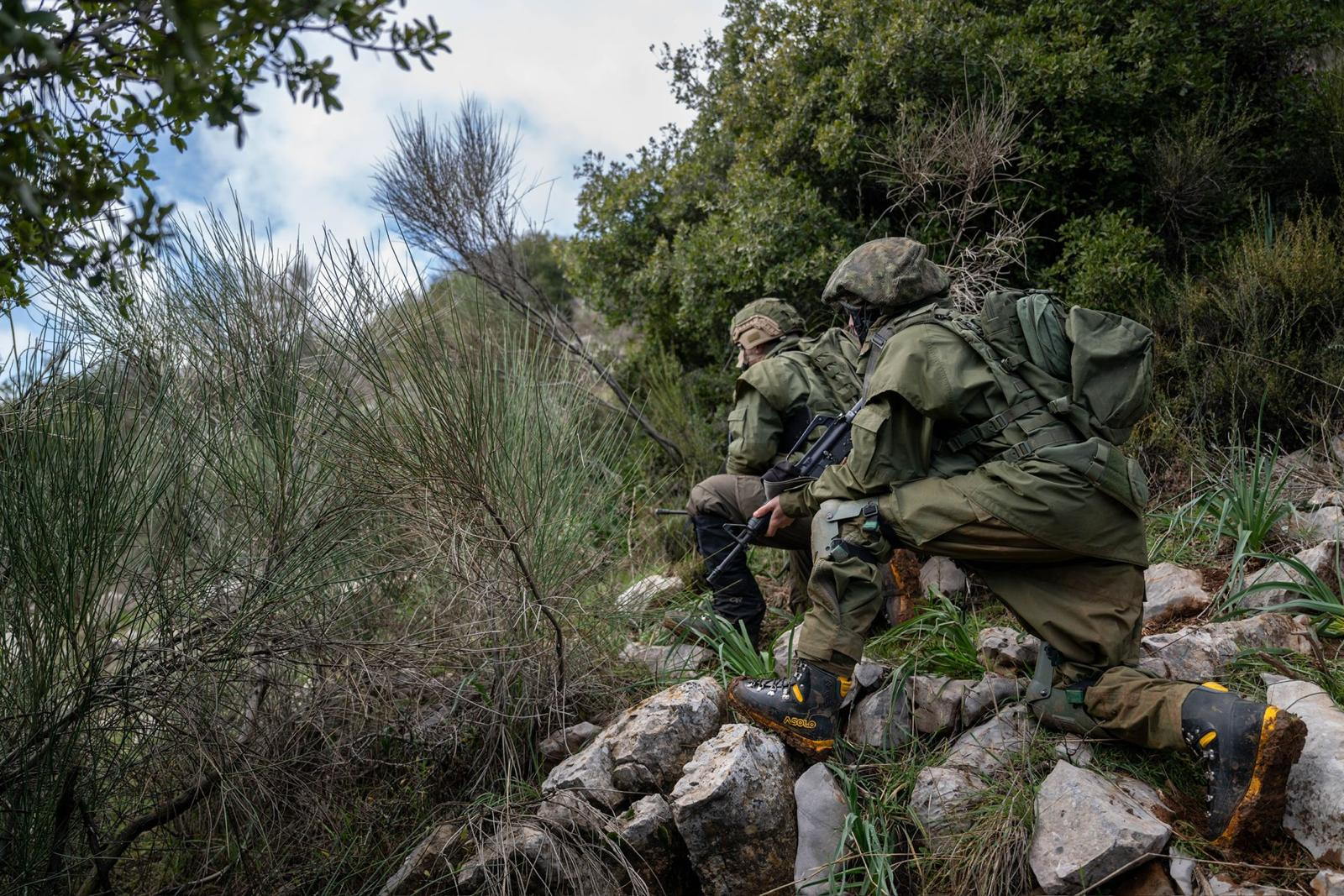
Soldados de las FDI se entrenan como parte de la recién formada Brigada de Montaña en el norte de Israel

Un ataque de Hezbolá mató a una persona e hirió de gravedad a otras dos en el norte de Israel. Todos ellos eran trabajadores agrícolas de nacionalidad india. El 5 de marzo, un corresponsal de Al-Mayadeen reportó que cincuenta cohetes fueron disparados desde el sur del Líbano a Al-Jalil. Hezbolá dijo en ese día que se habían enfrentado con un Merkava israelí en Al-Tayhat, «destruyéndolo en el proceso» según dijo el grupo libanes. El 6 de marzo, la milicia Resistencia Islámica en Irak informó que había lanzado un ataque con drones contra la estación de energía del aeropuerto de Haifa, en el norte de Israel, que supuestamente causó daños importantes a las instalaciones, aunque las autoridades israelíes no han negado ni reconocido este ataque. El 10 de marzo, Hezbolá lanzó más de cien cohetes Katiusha contra el norte de Israel como respuesta a un bombardeo israelí del día previo que había matado a cinco miembros de una misma familia, tres de ellos milicianos de la propia milicia chiita. Un nuevo ataque de un dron israelí, en este caso en Tiro, mató a un miembro de Hamás originario del campamento de refugiados de Rashidieh. Unos días después, un ataque con misiles de Hezbolá hirió a dos soldados israelíes.
En un nuevo intercambio de ataques, el 27 de marzo, siete voluntarios libaneses de una ONG murieron como consecuencia de un ataque israelí. Poco después, Hezbolá respondió con un ataque con misiles contra la ciudad de Kiryat Shemona en el que murió un israelí.
El 29 de marzo, un ataque aéreo israelí contra el Aeropuerto Internacional de Alepo mató a treinta y ocho soldados sirios, siete combatientes de Hezbollah y siete milicianos, en lo que se convirtió en el ataque israelí más mortífero contra Siria en los últimos tres años. Otro ataque aéreo en Bazouriyeh (Líbano) mató a Ali Abed Akhsan Naim, el subcomandante de la unidad de cohetes y misiles de Hezbolá que, según las FDI, era responsable de planificar ataques contra civiles israelíes.
El 30 de marzo, la agencia oficial de noticias libanesa NNA informó que un ataque de un dron israelí contra un equipo de la Fuerza Provisional de las Naciones Unidas para el Líbano (FINUL) había herido a tres observadores y a un traductor en la localidad libanesa de Rmeish, en el sur del país. El equipo de la ONU patrullaba a pie a lo largo de la Línea azul de separación con Israel cuando «ocurrió una explosión cerca de su posición». La FINUL informó que «está investigando el origen de la explosión», por su parte Israel negó su participación en el ataque.

#### Abril
Un bombardeo israelí mató el 8 de abril a un comandante de la fuerza Redwan de Hezbolá y a dos personas más en la aldea de Al Sultanya, en el sur del Líbano. Al día siguiente Hezbolá anunció que sus combatientes habían destruido un tanque Merkava israelí en los «barracones de Dovev». El viernes 12 de abril Hezbolá lanzó «docenas de cohetes Katyusha» contra varios asentamientos israelíes en la región de Etzba HaGalil, en la Alta Galilea. En represalia por varios ataques israelíes previos contra el sur de Líbano. Según las FDI los cohetes fueron interceptados por los sistemas de defensa antiaérea, mientras que el resto «han caído en zonas abiertas».
El 15 de abril cuatro soldados israelíes resultaron heridos, uno de ellos de gravedad, por la detonación de un explosivo colocado por Hezbolá que detonó al paso de los soldados. La explosión se produjo al sur del Líbano a varios cientos de metros de la frontera. Al día siguiente, un ataque israelí mató a tres miembros de Hezbolá (dos de ellos altos rangos) en la localidad libanesa de Ain Baal, a lo que Hezbolá respondió el 17 de abril con otro ataque, en este caso contra la localidad israelí de Arab al-Aramshe, que dejó un saldo de cuatro civiles y catorce soldados heridos, uno de ellos en estado crítico y cuatro gravemente heridos. El 23 de abril, un dron israelí mató a un miliciano de Hezbolá cerca de Tiro mientras conducía su coche. Un ataque de Hezbolá el 26 de abril mató a un civil israelí en los Altos del Golán ocupados. El 27 de abril, dos miembros de Hezbolá y un civil murieron por un bombardeo israelí en las localidades libanesas de Kafr Kila y Khiam. El 30 de abril, Hezbolá anunció que sus milicianos destruyeron un Merkava israelí en Metula al atacarlo con misiles guiados.

#### Mayo
El 5 de mayo, un ataque israelí mató a tres civiles (un matrimonio y su hijo) en una localidad del sur del Líbano. Ese mismo día, la milicia chií Hezbolá lanzó al menos cuarenta cohetes desde Líbano en dirección a la región israelí de Etzba HaGalil. Las defensas aéreas israelíes derribaron un número indeterminado de estos cohetes. Poco antes, el ejército de Israel había informado del lanzamiento de otra veintena de cohetes de Hezbolá en dirección a Kiryat Shemona, donde se reportaron tres personas heridas. Un ataque de un dron suicida de Hezbolá contra una posición del ejército israelí cerca de Metula mató a dos soldados reservistas el 6 de mayo, mientras que otro más murió el 9 de mayo en ataque contra un puesto del ejército israelí en la localidad de Malkia. Otro ataque de Hezbolá mató a un civil e hirió a cinco soldados en la localidad israelí de Adamit, mientras que un ataque israelí mató a un adulto y dos niños en Najariya, en el interior del Líbano.

#### Junio

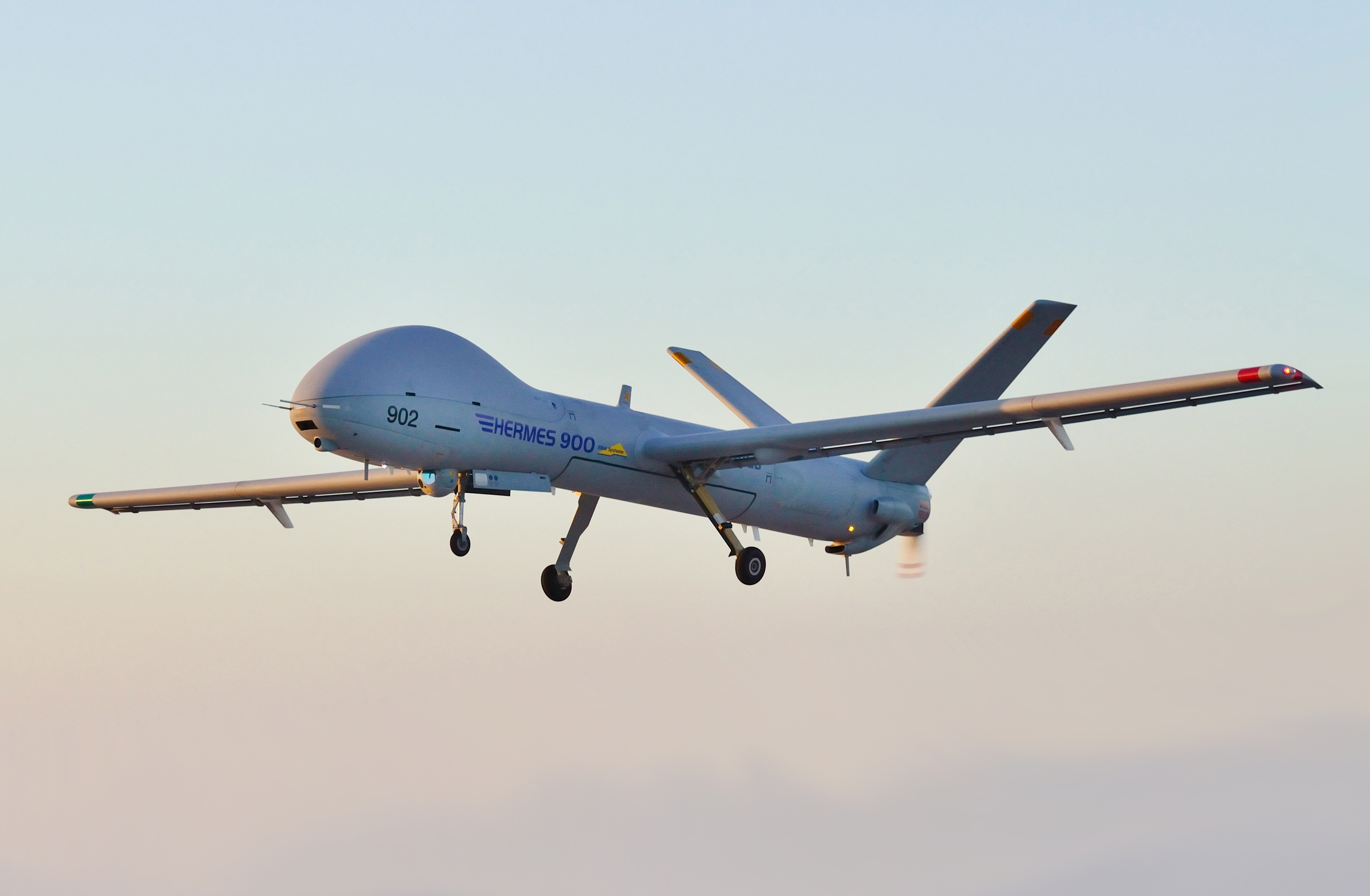
Un vehículo aéreo no tripulado Elbit Hermes 900 similar al derribado por Hezbolá

El 1 de junio Hezbolá derribó un dron Elbit Hermes 900 israelí sobre el sur del Líbano, tras ser alcanzado por un misil tierra-aire, también atacó con cohetes con ojivas pesadas una base militar israelí situada en los alrededores de la ciudad norteña de Kiryat Shmona. El 2 de junio, la aviación israelí mató a dos pastores libaneses en su casa de la localidad de Houla, cerca de la frontera israelí-libanesa. Según los medios locales, ambos eran civiles que vivían de vender sus ovejas en las localidades cercanas.
Durante la noche del 4 de junio un intenso incendio forestal calcinó más de 990 acres de tierra en el norte de Israel y seis soldados israelíes resultaron ligeramente heridos en las labores de extinción. El incendio se inició poco después de un ataque con cohetes y drones desde el vecino Líbano, lo que obligó a la evacuación parcial de una ciudad. Un ataque de Hezbolá mató a un soldado israelí e hirió a otros nueve en la localidad drusa de Hurfeish, cerca de la frontera con el Líbano. Un nuevo ataque israelí sucedido el 11 de junio mató a cuatro miembros de Hezbolá, incluido Taleb Abdallah, el oficial de más alto rango de esta organización muerto hasta la fecha. Hezbolá respondió con el mayor lanzamiento de cohetes contra Israel en todo el conflicto, que incluyó unos cincuenta cohetes contra los Altos del Golán ocupados y unos noventa contra regiones del norte de Israel; aunque no dejaron heridos, sí provocaron algunos incendios forestales. Un bombardeo israelí mató a al menos una persona en el interior de un vehículo en la localidad libanesa de Al-Shahabiya.
El 14 de junio, un ataque aéreo israelí contra una casa de tres pisos situada en los alrededores de la localidad de Deir Qanoun En Nahr, destruyó por completo la vivienda, dañó los edificios cercanos y mató a dos mujeres, entre ellas una médica, y otras veinte personas resultaron heridas. Entre los heridos había niños y bebés, y todos fueron trasladados a hospitales de Sour para recibir tratamiento.
El 22 de junio, un ataque israelí mató a un comandante de la milicia libanesa Jamaa Islamiya. Al día siguiente, Hezbolá atacó dos bases militares israelíes en el norte del país. El 27 de junio, un bombardeo israelí mató a una persona que se desplazaba en motocicleta en el sur del Líbano. Ese mismo día, Hezbolá atacó la base naval israelí de Rosh Hanikra con drones suicidas.
El 30 de junio, funcionarios israelíes informaron que dieciocho soldados de las FDI resultaron heridos en un ataque con drones en los Altos del Golán ocupados por Israel.

#### Julio
El 3 de julio, un dron israelí mató en la localidad libanesa de Tiro a Abu Ali Nasser, un comandante de Hezbolá. Al día siguiente, Hezbolá respondió con el lanzamiento de más de 200 cohetes y con una oleada de drones suicidas contra diez bases militares israelíes. Los ataques llegaron incluso a la ciudad de Acre y provocaron numerosos incendios, mientras que un soldado reservista israelí murió en los Altos del Golán ocupados.
El 8 de julio, el ejército israelí asumió el asesinato de un miembro de Hezbolá al que mató con un misil mientras viajaba en su vehículo. En represalia, Hezbolá lanzó una oleada de veinte cohetes Katiusha contra una base israelí cercana a Tiberíades e hirió a una persona. Al día siguiente, un misil de Hezbolá mató a dos civiles israelíes en los Altos del Golán ocupados. Varios drones provenientes del Líbano cayeron en Israel el 11 de julio e hirieron de gravedad a una persona. Un soldado reservista israelí murió el 12 de julio por el ataque de un dron de Hezbolá. Otros cuatro soldados israelíes resultaron heridos de gravedad el 13 de julio por una serie de cohetes de Hezbolá. El 18 de julio, el ataque de un dron israelí mató a un miliciano de Hezbolá y a un comandante de al-Jamaa al-Islamiya, un grupo paramilitar aliado de Hamás y de Hezbolá. Por su parte, Israel confirmó la muerte de un soldado que había resultado herido por un ataque de Hezbolá el 30 de junio.

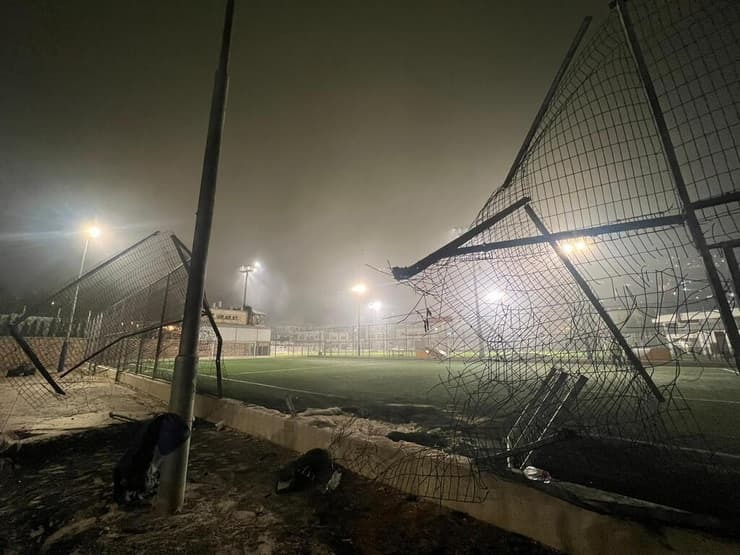
Lugar del impacto del misil en el campo de fútbol de Majdal Shams, al norte de los Altos del Golán

El 27 de julio, Israel bombardeó la localidad libanesa de Kafr Kila, al sur del Líbano, y mató al menos a cuatro personas, algunas de ellas miembros de Hezbolá. Ese mismo día, al menos doce niños y adolescentes murieron y decenas más resultaron heridos en un ataque en un campo de fútbol en la localidad drusa de Majdal Shams, en los Altos del Golán ocupados por Israel. Las FDI responsabilizaron del ataque a Hezbolá, pero Mohamad Afif, director de la oficina de medios de dicha organización, negó cualquier relación con el ataque. Al día siguiente, por la noche, Israel lanzó una serie de ataques de represalia contra siete regiones del interior y el sur del Líbano. Los ataques estuvieron dirigidos contra «una serie de objetivos terroristas de Hezbolá» situados en las zonas de Sabrinha, Borj El Chmali, Beka’a, Kfar Kila, Rab a-Taltin, al Khyam y Tir Hafa. Dos personas murieron el 29 de julio en un ataque de un dron israelí contra una motocicleta entre las localidades libanesas de Mays al Jabal y Chaqra, en el sur del país.
El 30 de julio, Israel lanzó un ataque con vehículos aéreos no tripulados contra Beirut, cuyo objetivo era asesinar a Fuad Shukr, un asesor de alto rango y mano derecha del líder de Hezbolá, Hasán Nasralá. Según las Fuerzas de Defensa de Israel, Shukr era comandante del proyecto de misiles de precisión del grupo y de ser responsable «del asesinato de los niños en Majdal Shams y la muerte de numerosos civiles israelíes». En el ataque murieron, además de Shukr, un niño de diez años y una niña de seis cuyo hermano sufrió quemaduras en gran parte del cuerpo y cuyo padre se rompió numerosos huesos tratando de protegerlos de la caída de escombros. Otras dos personas murieron y otras ochenta resultaron heridas.

#### Agosto
El 3 de agosto, al menos dos miembros de Hezbolá murieron en un bombardeo israelí al sur del Líbano, que fue respondido con una serie de ataques de Hezbolá a territorio israelí. Otros cuatro miembros de Hezbolá murieron el 6 de agosto en un ataque israelí en la localidad libanesa de Mayfadoun. El 17 de agosto, un bombardeo israelí en la ciudad libanesa de Nabatieh mató a diez civiles sirios, entre ellos una mujer y sus dos niños, y otras cinco personas resultaron heridas. Tres heridos también eran sirios, el cuarto era sudanés y el quinto era una mujer libanesa en uno de los peores ataques israelíes desde el inicio del conflicto. Un soldado israelí murió en el norte del país el 19 de agosto como resultado de un ataque de Hezbolá. El 22 de agosto, Israel bombardeó diez ubicaciones a lo largo del sur del Líbano como respuesta al lanzamiento de unos cincuenta cohetes de Hezbolá contra los Altos del Golán ocupados por Israel, y que a su vez era en respuesta a un ataque israelí que había matado a una persona y herido a diecinueve el día previo.
Un nuevo intercambio de ataques tuvo lugar en la madrugada del 25 de agosto, cuando más de cien aviones israelíes atacaron simultáneamente lanzaderas de cohetes de Hezbolá, quien a su vez lanzó 210 cohetes y unos veinte drones contra Israel, que hirieron a una persona y causaron diversos daños materiales. Un marino israelí murió y otros dos resultaron gravemente heridos cuando un misil de la Cúpula de Hierro, el sistema antimisiles israelí, aparentemente se estrelló contra su lancha al confundirla con un dron de Hezbolá. El 28 de agosto, un ataque israelí mató a un miembro de Hezbolá y a tres de la Yihad Islámica palestina en la frontera sirio-libanesa.

#### Septiembre
El 8 de septiembre, el servicio de emergencias civiles del Líbano informó de que un dron israelí había destruido un camión de bomberos que volvía de apagar un incendio en la localidad de Froun; el ataque había matado a tres miembros del servicio y herido a otros dos, uno de ellos en estado crítico. Hezbolá respondió con una andanada de cohetes contra la localidad israelí de Kiryat Shmona. El 16 de septiembre las Fuerzas de Defensa de Israel identificaron a dos paramilitares que, según su versión, planeaban colocar dispositivos explosivos improvisados en un puesto militar israelí ubicado cerca de la frontera. El ejército israelí asesinó a ambos combatientes y capturó su equipo y sus cámaras de video.
El 17 de septiembre, un ataque atribuido a Israel hizo explotar numerosos buscas pertenecientes a miembros de Hezbolá y causó un total de doce muertos y unos 2800 heridos, trescientos de ellos en estado crítico. Dos de los muertos por este ataque eran niños, incluida una niña de diez años. Entre los heridos se contaban numerosos civiles, incluidos médicos y enfermeros. La gran mayoría de los heridos que acudieron a los hospitales libaneses vestían ropas de civiles. Al menos 1800 personas tuvieron que ser hospitalizadas y 460 de ellas requirieron operaciones quirúrgicas. Al día siguiente, un nuevo ataque hizo explotar los walkie-talkies del grupo, causando al menos veinticinco muertos y seiscientos heridos. Ese mismo día, el ejército israelí desplazó a la frontera con el Líbano a su 98.ª División, compuesta por entre 10 000 y 20 000 soldados. Tanto Human Rights Watch como el Alto Comisionado de las Naciones Unidas para los Derechos Humanos, Volker Türk, advirtieron de que el uso de bombas trampa constituye un crimen de guerra.
El 19 de septiembre, dos militares israelíes murieron y otros nueve resultaron heridos en una serie de ataques con drones y proyectiles lanzados por Hezbolá desde Líbano contra posiciones militares en el norte de Israel. Poco antes de estos ataques, las FDI afirmaron que habían bombardeado «edificios militares» y un «almacén de armas» de la milicia libanesa en el sur del país. Los aviones israelíes violaron el espacio aéreo libanés para romper la barrera del sonido justo encima de Beirut. El 20 de septiembre, al menos catorce personas murieron y otras 66 resultaron heridas en lo que Israel describió como un «bombardeo selectivo» en un barrio del sur de Beirut. De acuerdo con la agencia estatal libanesa de noticias NNA, el bombardeo alcanzó un edificio de apartamentos en el área de Dahiya —situada al sur de Beirut y de mayoría chií—. Entre las víctimas mortales se encontraban Ibrahim Akil, el líder de la Fuerza Redwan, el grupo de comandos de élite de Hezbolá y diez miembros más de este grupo paramilitar libanés. En total, el Ministerio de Salud de Líbano informó de la muerte de 45 personas en el ataque contra Dahiya, incluidos tres niños y siete mujeres, con 68 heridos y 23 desaparecidos. En respuesta, Hezbolá lanzó entre 140 y 150 cohetes contra el norte de Israel. También aseguró que su ataque con cohetes alcanzó la base militar de Merón y declaró que había atacado bases aéreas israelíes, bases de inteligencia y un tanque.
El 21 de septiembre, se lanzaron unos 90 proyectiles desde el Líbano que atravesaron la frontera. Hezbolá afirmó haber alcanzado el centro de posicionamiento del 631.º Batallón de Reconocimiento de la Brigada Golani en Ramot Naftali. La Agencia Nacional de Noticias del Líbano informó de ataques con drones israelíes y otros ataques aéreos en varias ciudades del sur del Líbano, entre ellas Al-Bisariya, Jabal Al-Rafi’, Al-Kharayeb, Tefahta, Al-Zarariyeh y Tuffahata, dirigidos contra lanzacohetes de Hezbolá y otras infraestructuras.
El 22 de septiembre, por la mañana, Hezbolá lanzó un ataque contra el norte de Israel, con cuatro andanadas de más de 150 cohetes, misiles de crucero y drones disparados al valle de Jezreel. Sonaron alertas en Haifa y sus alrededores, en la base aérea Ramat David, Nazaret, Afula, la Baja Galilea y el valle de Jezreel, siendo el ataque más profundo hasta ese momento. Como resultado de los ataques e incendios, seis personas resultaron heridas de diversa consideración.
El 23 de septiembre, Israel desencadenó una monumental campaña de bombardeos en el Líbano «contra objetivos de Hezbolá» que causó el mayor número de muertos en el país desde la guerra civil libanesa, la Fuerza Aérea de Israelí bombardeó el sur del Líbano y el valle de la Becá, lo que mató a 569 personas en todo el país, incluidos al menos 50 niños y 94 mujeres. Más de cincuenta hospitales estuvieron tratando a 1835 heridos según reportó un médico local. Entre los muertos se encontraban dos miembros del Alto Comisionado de las Naciones Unidas para los Refugiados (UNHCR). En un bombardeo separado, un comandante de campo de las Brigadas Ezzeldin al-Qassam fue asesinado por la aviación israelí. Decenas de miles de libaneses que vivían en el sur del país se vieron obligados a huir de sus hogares después de que Israel emitiera órdenes de evacuación en áreas donde acusaba a Hezbolá de almacenar armas. El ministro de Defensa israelí, Yoav Galant, aseguró que la campaña de bombardeos destruyó decenas de cohetes de Hezbolá. Las Fuerzas Aéreas de Israel dijeron en una actualización operativa que lanzaron casi 2000 bombas sobre el Líbano en las últimas 24 horas.
El 25 de septiembre, el ministro de Relaciones Exteriores libanés, Abdallah Rashid Habib dijo que los libaneses desplazados recientemente habían aumentado de 110.000 hasta el «medio millón»
El 26 de septiembre, un ataque israelí contra un edificio de tres pisos en Younine mató al menos a diecinueve sirios y a un libanés, en su mayoría mujeres o niños, e hirió a otras ocho personas. Ese mismo día, un ataque israelí contra el barrio de Dahiya, al sur de Beirut, mató al jefe de drones de Hezbolá.

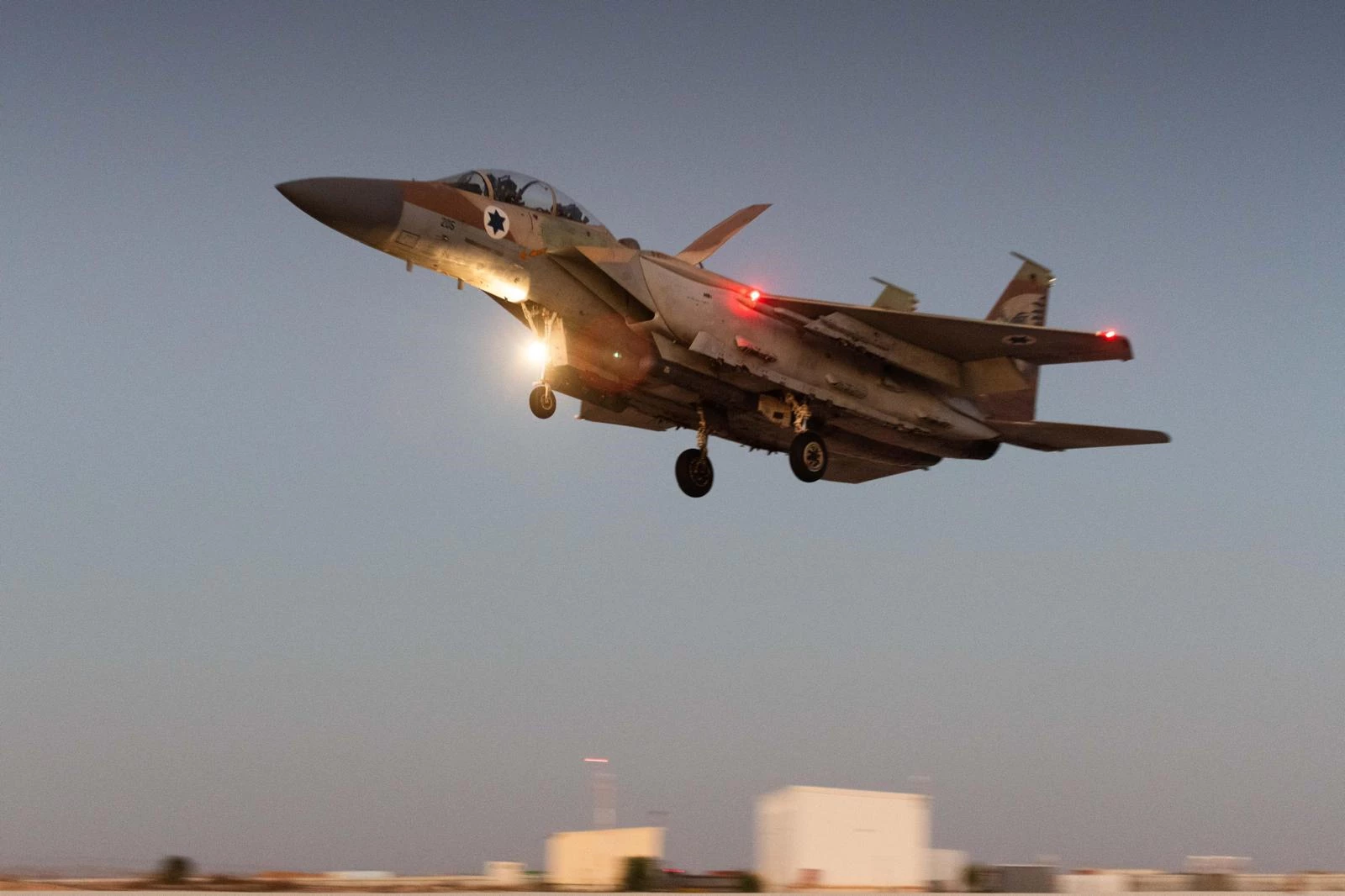
Un F-15 de la Fuerza Aérea de Israel usado para atacar objetivos en el Líbano

El 27 de septiembre, Hezbolá lanzó decenas de proyectiles contra el norte de Israel, incluido un ataque contra la localidad de Tiberíades que dejó al menos una persona herida y un ataque con misiles contra la localidad de Kiryat Atta. Por su parte, las autoridades israelíes aseguraron que aviones de combate habían bombardeado «la lanzadera desde la que se han lanzado proyectiles contra Haifa y Kiryat Ata», así como «infraestructuras militares», «edificios militares» y «escuadrones terroristas de Hezbolá» en «muchas zonas en el sur de Líbano». Ese mismo día las autoridades sanitarias libanesas aseguraron que al menos 25 personas habían muerto a lo largo del día a causa de los últimos bombardeos de Israel contra varias zonas del sur de Líbano y el valle de la Becá. El ministro de Sanidad del Líbano, Firas Abiad, aseguró que su país se enfrenta a una «guerra total» por parte de Israel y situó en 1565 la cifra total de víctimas mortales desde octubre del año anterior, cuando comenzaron los enfrentamientos.
Posteriormente, ese mismo día, Israel continuó con los ataques contra los suburbios del sur de Beirut. Fuentes militares israelíes afirmaron que el blanco de la operación eran los «cuarteles centrales» de Hezbolá, ubicados en el barrio de Dahiya, un barrio del sur de la capital libanesa con una fuerte presencia de Hezbolá. Así mismo, el ejército israelí acusó a Hezbolá de tener estas oficinas «insertadas en edificios residenciales». El bombardeo asesinó al secretario general de Hezbolá Hasán Nasralá y a Ali Karki (comandante del frente de sur de Hezbolá), las autoridades libanesas informaron que otras once personas murieron en el bombardeo mientras que 108 personas resultaron heridas. En represalia por el ataque, Hezbolá atacó la ciudad de Safad, en el norte de Israel, con salvas de cohetes «en defensa del Líbano y su gente y en respuesta a los bárbaros ataques de Israel contra ciudades, pueblos y civiles», que según la policía israelí no provocó heridos pero si grandes daños materiales. También atacaron la ciudad de Carmiel, en el norte de Israel, y el kibutz Sa’ar con docenas de cohetes. El 27 de septiembre, la Organización Mundial de la Salud informó de que un total de 37 centros médicos en el Líbano (de un total de 317) habían tenido que cesar su actividad debido a los bombardeos israelíes.

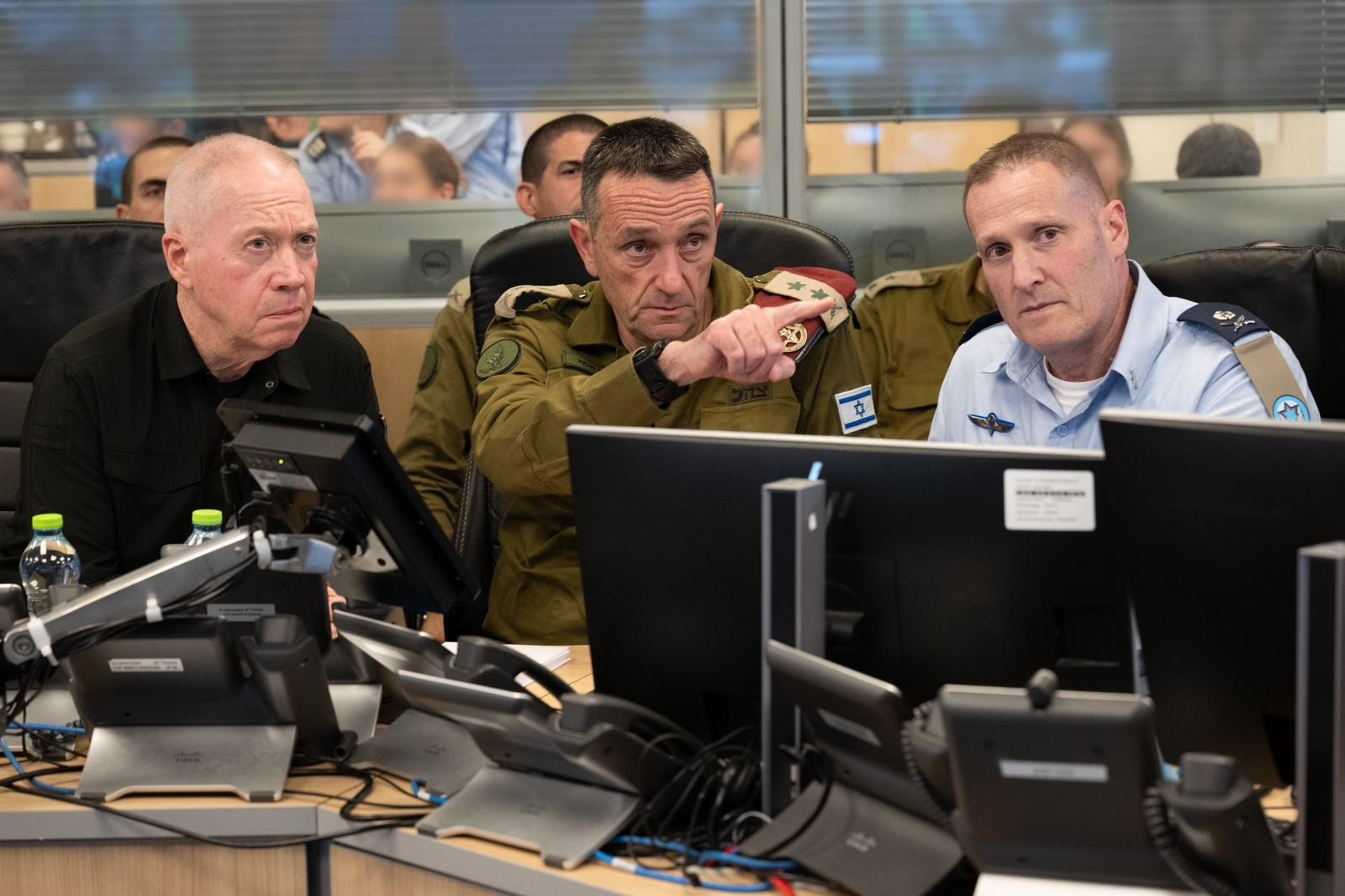
Yoav Galant, Herzi Halevi y Tomer Bar el 28 de septiembre de 2024

El 28 de septiembre Israel aseguró que habían matado a Hassan Khalil Yassin, un miembro de alto rango de la base de inteligencia de Hezbolá, en un ataque en el barrio de Dahiya (Beirut), por su parte la milicia libanesa no comentó dicha información, en otro ataque en el mismo barrio falleció Ibrahim Muhammad Qubaisi, jefe del sistema de misiles y cohetes de Hezbolá junto a otros miembros de alto rango de la organización. El jefe de Estado Mayor de Israel, el teniente general, Herzi Halevi dijo que la eliminación de Nasralá efectuada el día anterior «no era el fin de nuestras herramientas», indicando que se planeaban más ataques. Lo que parece indicar que el Ejército israelí da por muerto al líder de Hezbolá. Poco después, el grupo libanés confirmó la muerte de su líder. El Ministerio de Salud libanés dijo que seis personas murieron y 91 resultaron heridas en los ataques del viernes contra un barrio de Beirut, que arrasaron seis edificios de apartamentos. Ese mismo día la Agencia Nacional de Noticias del Líbano informó que los ataques de las FDI alcanzaron centros de defensa civil y una clínica médica en Taybeh y Deir Siriane, matando a once miembros del personal médico e hiriendo a otros diez.
El 29 de septiembre, por la mañana, un bombardeo israelí en una casa particular de Joubb Jannîne, en el Valle de la Becá, mató a Muhammad Dahrouj, un comandante de Grupo Islámico. Un ataque aéreo israelí contra una casa en Dahr-al-Ain mató al menos a once personas. La Agencia Nacional de Noticias del Líbano informó que al menos diecisiete miembros de una misma familia murieron y varios más quedaron atrapados bajo los escombros en un ataque aéreo israelí en Zboud. Un ataque israelí en Ain El Delb mató a 45 personas e hirió al menos a otras 75, Fatah anunciaría la muerte del político Dr. Radwan Abdallah Un ataque israelí en Bekaa mató a doce personas e hirió a otras veinte.
Ese mismo día, Israel aseguró que había matado a Nabil Qaouk, comandante de la unidad de Seguridad Preventiva, en un ataque aéreo en Dahiya. En una reunión de emergencia del gobierno hecha por el primer ministro del Líbano Najib Mikati, este reportó que 116.100 refugiados están alojados en 777 centros y colegios habilitados por las autoridades, de los que más de 500 han llegado a su aforo máximo. Sin embargo Mikati admitió que la cifra de desplazados podría llegar hasta el millón de personas. El mismo día, la comisión europea reclamó que brindaría una ayuda de emergencia para Líbano de diez millones de euros, además Filippo Grandi, encargado del Alto Comisionado de las Naciones Unidas para los Refugiados informó que 100.000 ciudadanos sirios y libaneses habían huido buscando refugio en Siria. En las últimas dos semanas, los ataques aéreos de Israel dejaron más de un millar de muertos, 6000 heridos y alrededor de un millón de desplazados internos.
El 30 de septiembre, Israel informó a su aliado Estados Unidos de que tenía la intención de llevar a cabo una maniobra terrestre en el Líbano destinada a destruir la infraestructura de Hezbolá a lo largo de la frontera. Esa tarde, las Fuerzas Armadas del Líbano (LAF) y la FPNUL se retiraron de la frontera entre Israel y el Líbano hacia el norte hasta una distancia de 5 kilómetros de la frontera, mientras que las FDI designaron los asentamientos de Metula, Misgav Am y Kfar Giladi como zonas militares cerradas. Las tropas israelíes se concentraron en la frontera en el sur del Líbano, e Israel afirmó que se estaban preparando para una invasión terrestre limitada.
En un anuncio por primera vez, Naim Qassem, vicesecretario general de Hezbolá, anunció entre otras cosas que a pesar de las pérdidas la «resistencia» continura ayudando a la Franja de Gaza y Palestina, y que defenderá al Líbano y su gente. También dijo que el partido político elegirá a un nuevo secretario general «lo antes posible, según el mecanismo establecido en el partido». Hamás anunció la muerte de su líder y comandante en Líbano; Fateh Sherif Abu Al-Amin, quien fue asesinado junto a varios miembros de su familia en un ataque aéreo israelí en el campo de refugiados de al-Bass en lo que Hamás describió como una «operación de asesinato terrorista». En un ataque israelí contra Beirut tres milicianos (dos comandantes de batallón y un combatiente regular) de las Brigadas de Abu Ali Mustafa, el brazo armado del Frente Popular para la Liberación de Palestina, fueron asesinados, siendo estas, las primeras bajas del FPLP desde el inicio del conflicto. El Ministerio de Salud del Líbano reportó unos 105 muertos y 359 heridos únicamente ese día.

#### Invasión del Líbano
El 1 de octubre las Fuerzas de Defensa de Israel (FDI) lanzaron una ofensiva militar terrestre que llamaron «selectiva y delimitada» en el sur del Líbano después de una intensa campaña de bombardeos contra Hezbolá. El partido chiita, por su parte, aseguró haber causado bajas a las fuerzas israelíes en los pueblos vecinos de Adaisse y de Kfarkela, fronterizos con Israel. También informaron que habían lanzado un ataque de artillería contra una agrupación de soldados en el asentamiento israelí de Shtula. El mismo día, Hezbolá reclamó haber iniciado la Operación Khaybar, lanzando ráfagas de cohetes tipo Fadi 4 contra la base de Glilot, así como hacia el cuartel general del Mossad ubicado en los suburbios de Tel Aviv, en respuesta a los «ataques contra civiles y las masacres cometidas por el enemigo», El ejército israelí confirmó haber detectado e interceptado varios misiles lanzados hacia la región del Gran Tel Aviv. La Agencia Nacional de Noticias Libanesa informó el martes que un avión de combate israelí bombardeó una casa en la ciudad de Daoudia, en el sur del Líbano, matando al menos a diez personas e hiriendo a otras cinco. Un ataque israelí contra el campamento de refugiados de Ain al-Hilweh, en la ciudad de Saida, al sur de Líbano, mató a Hassan Munir Maqdah, miliciano de las Brigadas de los Mártires de Al-Aqsa.

## Alto el fuego
El 26 de noviembre, horas después de que las tropas de las FDI anunciaran que habían alcanzado el río Litani, El primer ministro israelí, Benjamín Netanyahu, anunció en un discurso a la nación que habían alcanzado un principio de acuerdo de alto el fuego de sesenta días. El apoyo al acuerdo en el gobierno israelí fue «unánime». El acuerdo preveía que los miembros de Hezbolá se retirarían al norte del río Litani y que Israel se retiraría de las posiciones que ocupaba en el sur del Líbano al término de los sesenta días. Los términos del alto el fuego establecieron la retirada completa de las tropas israelíes del sur del Líbano en un plazo de sesenta días y la vuelta a sus hogares de los desplazados por la invasión israelí y negociaciones entre Israel y Líbano sobre la demarcación de su frontera, que en la actualidad es una linde fijada por la ONU tras la guerra de 2006, también establecía que Israel conservaría «total libertad de acción militar» para atacar al Líbano en caso de que Hezbolá u otra entidad del Líbano violaran el acuerdo. El primer ministro del Líbano, Najib Mikati, expresó su firme apoyo al acuerdo e instó a la comunidad internacional a ayudar a implementarlo de inmediato para «detener la agresión israelí». El 27 de noviembre, miles de libaneses desplazados comenzaron a regresar a zonas devastadas por los ataques israelíes. Las FDI se retiraron de Al-Khiyam el 12 de diciembre de conformidad con las condiciones del alto el fuego.
El 26 de enero de 2025, día que terminaba el plazo para que las tropas israelíes evacuaran sus posiciones en el sur del Líbano, al menos 25 desplazados libaneses murieron, incluidos seis mujeres y un militar libanés, y cerca de 135 resultaron heridos, entre ellos nueve niños y un trabajador sanitario, por disparos de las fuerzas israelíes cuando trataban de acceder a sus localidades de origen aún ocupadas en el sur del país. Según informó el Ministerio de Salud del Líbano, los ataques mortales tuvieron lugar en Kfar Kila, Hula, Meis el Yabal, Blida, Adaisé y en Dhaira donde murió el militar «como resultado de los disparos del enemigo israelí en el contexto de sus continuos ataques contra ciudadanos y personal del ejército en las zonas fronterizas del sur».
Al día siguiente, La Presidencia estadounidense anunció oficialmente que el plazo para la retirada israelí del sur de Líbano se ampliaba hasta el 18 de febrero. El Ministerio de Sanidad libanés informó que dos personas habían muerto y otras diecisiete habían resultado heridas, incluidos un niño y un trabajador sanitario, por disparos de las FDI contra ciudadanos libaneses que intentan regresar a sus localidades de origen, lo que eleva el número de fallecidos por disparos israelíes en los últimos dos días a 26 y 137 los heridos. Los militares israelíes aún mantenían su presencia en Hula, Meis el Yabal, Yarín, Wazani, Ain Arab, Markaba, Bani Hayan, Kfar Kila, Reb el Zalatín y Dhaira, a la espera de que el Ejército libanés se despliegue en estas localidades.
El 18 de febrero, día en que las FDI debían completar su retirada de las localidades del sur del Líbano que aún ocupaban, Israel anunció que mantendría cinco puestos de avanzada en el sur del Líbano, a lo largo de la frontera, después de retirar la mayoría de sus tropas. El gobierno libanés declaró que no toleraría que las tropas de las FDI, a las que definió como tropas de ocupación, permanecieran en el país y anunció que reclamará al Consejo de Seguridad de las Naciones Unidas que actúe para lograr la «retirada inmediata» de dichas tropas. Los cinco puestos que Israel quiere mantener bajo su control se encuentran cerca de Labuné, Ramiyé, Aitarún, Jiam y en la carretera que une Markaba y Hula.

## Consecuencias

### Sistema sanitario del Líbano
Según un análisis de CNN de datos verificados del Ministerio de Salud libanés, entre el 23 de septiembre y el 23 de octubre, los ataques aéreos israelíes dañaron 34 hospitales, alcanzaron 107 ambulancias y mataron a 111 técnicos médicos de emergencia (EMT) en el Líbano. El análisis también encontró que Israel había lanzado bombas a una «proximidad letal», de 340 metros, de al menos 19 hospitales y a 500 metros de 24 hospitales. Según el Ministerio de Salud libanés, desde octubre de 2023, Israel atacó 40 hospitales, 84 centros médicos y de ambulancias y un total de 243 instalaciones médicas, matando al menos a 178 miembros del personal médico libanés. Según Al Jazeera, Israel ha «llevado a cabo más de 280 ataques contra instalaciones médicas de emergencia en el Líbano» en los primeros trece meses de la invasión. Esto ha causado la muerte de al menos 208 trabajadores de la salud y otras 311 personas heridas.
La Organización Mundial de la Salud informó que no podría «entregar un gran envío de suministros médicos y de traumatología» originalmente programado para el 4 de octubre al Líbano debido al cierre casi completo del Aeropuerto Internacional de Beirut. En una declaración publicada el 16 de octubre, la Organización Mundial de la Salud (OMS) afirmó que «los ataques [israelíes] a hospitales y trabajadores de la salud ponen en peligro la prestación de servicios de salud en el Líbano», y agregó que «de 207 centros de atención primaria de salud y dispensarios en áreas afectadas por el conflicto, 100 están ahora cerrados». Human Rights Watch afirmó que documentó tres ataques israelíes contra trabajadores médicos e instalaciones de salud libanesas y se refirió a los ataques como «aparentes crímenes de guerra».
Durante la invasión, los hospitales del Líbano han experimentado un aumento de pacientes con abortos espontáneos, partos prematuros y otras complicaciones del embarazo, ya que las personas se han visto obligadas a huir de sus hogares.
Se ha confirmado al menos un caso de cólera en el Líbano, debido a las malas condiciones de saneamiento y agua en las que viven los desplazados. Los refugios y las escuelas públicas abarrotados que se utilizan para alojar a la población desplazada, junto con el sistema de atención sanitaria sobrecargado, han suscitado temores de brotes de enfermedades transmisibles.

### Víctimas

#### Líbano

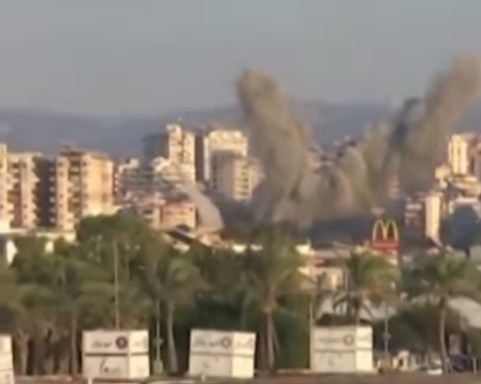
Ataque israelí contra Tiro al sur del Líbano el 25 de septiembre de 2024

Según cifras del Ministerio de Salud del Líbano, a fecha de 4 de diciembre de 2024 los ataques israelíes contra Líbano han matado a 4047 personas desde el 8 de octubre de 2023, incluyendo 316 niños y 790 mujeres, y 16 638 heridos, incluidos 2522 mujeres y más de 1250 niños. Más de 222 miembros del personal médico y de emergencias también murieron, 330 resultaron heridos. Además, más de 250 ambulancias habían sido alcanzadas por los ataques israelíes, mientras que más de 130 instalaciones sanitarias resultaron dañadas. El ministro de Salud libanés, Firass Abiad, también dijo que habían registrado 67 ataques israelíes contra hospitales, 40 hospitales fueron atacados directamente y siete hospitales se vieron obligados a cerrar. Las autoridades libanesas consideran que alrededor de 1,3 millones de personas han tenido que abandonar sus hogares por la oleada de bombardeos israelíes y huir especialmente hacia Beirut y zonas situadas más al norte del país, de ellos unos 469 000 personas han cruzado la frontera hacia Siria y unas 25 000 personas que han llegado desde Líbano a Irán. Según el Fondo de Naciones Unidas para la Infancia (UNICEF) de estos refugiados unos 400 000 son niños.

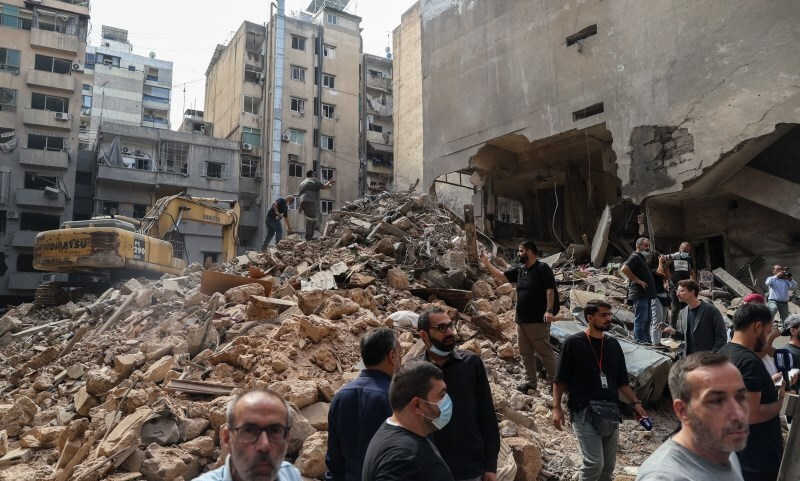
Secuelas del ataque israelí contra el barrio de Bachoura en el centro de Beirut del 10 de octubre de 2024

El 22 de noviembre de 2024, el representante de la Organización Mundial de la Salud (OMS) en Líbano, Abdinasir Abubakar, indicó en una rueda de prensa que hasta entonces se había confirmado la muerte de 226 trabajadores sanitarios y otros 199 habían resultado heridos por los ataques ejecutados por el Ejército de Israel desde el 8 de octubre de 2023. También explicó que hasta la fecha se habían registrado 127 ataques contra instalaciones sanitarias y que uno de cada diez hospitales han cerrado o han tenido que reducir sus funciones.
Según el Observatorio Sirio para los Derechos Humanos, 232 refugiados sirios, entre ellas 40 mujeres y 54 niños, fueron asesinados por las FDI en el Líbano desde el inicio de los hostilidades el 7 de octubre de 2023, además de resultar heridas otras 21 personas. Según denunció la organización en su página web: los refugiados sirios en Líbano, «no tienen ningún vínculo con el Hezbolá libanés, y son trabajadores y desplazados que se han visto obligados a abandonar su patria».

##### Hezbolá y sus aliados
Hezbolá anunció que 516 de sus miembros murieron durante los combates con Israel, la mayoría murieron en el Líbano pero algunos fallecieron debidos a ataques aéreos israelíes en Siria, esta cifra no se ha vuelto a actualizar desde que Israel inicio su nueva ofensiva en septiembre de 2024. Según las FDI desde el inicio de las hostilidades el 8 de octubre de 2023, alrededor de 3800 combatientes de Hezbolá habían muerto, incluidos 2672 que murieron durante la invasión del Líbano y 44 desde que se alcanzó un acuerdo de alto el fuego el 26 de diciembre. También estimaron que al menos 7000 milicianos de Hezbolá sufrieron heridas de mayor o menor gravedad que les impidieron luchar. Según el Instituto de Estudios de Seguridad Nacional de la Universidad de Tel Aviv, las perdidas de Hezbolá se cuentan por 2450. Así mismo, 76 paramilitares del Movimiento Amal murieron desde el inicio de las hostilidades según recopilan medios árabes citando los comunicados de luto del grupo político-militar chií. 58 milicianos palestinos murieron desde que comenzaron los combates según fuentes militares de los brazos armados de la Yihad Islámica Palestina, Hamás, el Frente Popular para la Liberación de Palestina (FPLP), las Brigadas de los Mártires de Al-Aqsa además de medios de comunicación como Al Jazeera y L'Orient-Le Jour. Trece militantes de Grupo Islámico murieron durante los combates.
Según Israel, el 80 % de los misiles de larga distancia y el 50 % de los proyectiles de corta distancia de Hezbolá fueron destruidos, esta información fue negada por Hezbolá. Además Israel afirmó que habían logrado interceptar y detener el plan de la «Conquista de la Galilea» de Hezbolá para invadir desde el sur del Líbano las comunidades del norte israelí incluida Metula, «asesinando» y «secuestrado» a sus residentes según palabras del comandante israelí de la 769.ª Brigada. Según datos de las Fuerzas de Defensa de Israel (FDI), la campaña israelí en el Líbano (Operación Flecha del Norte) logró matar a catorce miembros de alto rango de Hezbolá incluidos el secretario general de la organización, Hasán Nasralá y a Fuad Shukr. Además de a cuatro comandantes de división, veinticuatro comandantes de brigada, veintisiete comandantes de batallón, sesenta y tres comandantes de compañía y veintidós comandantes de pelotón de la organización chií fueron asesinados en esta campaña según las FDI. También aseguraron que habían atacado 12 500 objetivos de Hezbolá, incluidos: 1600 bases militares y más de 1000 lugares de depósitos de armas. Según las FDI en diciembre de 2024, fueron capturados 85 170 objetos de Hezbolá durante los combates en el sur del Líbano incluidos: 60 800 piezas de inteligencia (equipos electrónicos, dispositivos de comunicación, computadoras y documentos) 300 piezas de equipo de vigilancia y más de 20 850 armas confiscadas que incluyen; 6840 cohetes de RPG y misiles antitanques (incluidos 340 Kornet-E rusos); junto a 9000 dispositivos explosivos y granadas; 2250 cohetes no guiados y morteros; 2700 rifles de asalto; 2860 armas de otro tipo (incluidos fusiles de francotirador) y 60 misiles antiaéreos, el ejército israelí también expuso veinte vehículos militares de Hezbolá capturados.
En abril de 2025, en respuesta a los crecientes llamados a su desarme, Hezbolá expresó su disposición a dialogar sobre sus armas con el presidente libanés Joseph Aoun. Estas conversaciones estarían condicionadas a la retirada de Israel de las cinco posiciones que las FDI aún ocupan en el sur del Líbano y al cese de sus ataques militares. El presidente libanés, quien asumió el cargo en enero de 2025, busca consolidar todas las armas bajo control estatal y planea iniciar conversaciones con Hezbolá en medio de la creciente presión nacional e internacional. El alto el fuego mediado por Estados Unidos exige que el ejército libanés desmantele las instalaciones militares no autorizadas, en particular al sur del río Litani. Si bien Hezbolá podría considerar transferir sus armas más pesadas al ejército, insiste en que Israel debe primero cumplir con sus demandas. Se están llevando a cabo conversaciones entre diversos líderes e instituciones políticas libanesas, incluyendo al presidente del Parlamento, Nabih Berri, y la Iglesia Maronita. Estados Unidos ha reiterado su llamado al desarme de Hezbolá, y varios ministros libaneses abogan por un calendario de desarme basado en precedentes posteriores a la guerra civil. Hezbolá mantiene que ya no tiene presencia armada al sur del río Litani, aunque Israel lo niega, acusando al grupo de mantener infraestructura militar. Hezbolá enfatizó la diplomacia, pero advirtió sobre otras opciones si Israel no cumple.

#### Israel

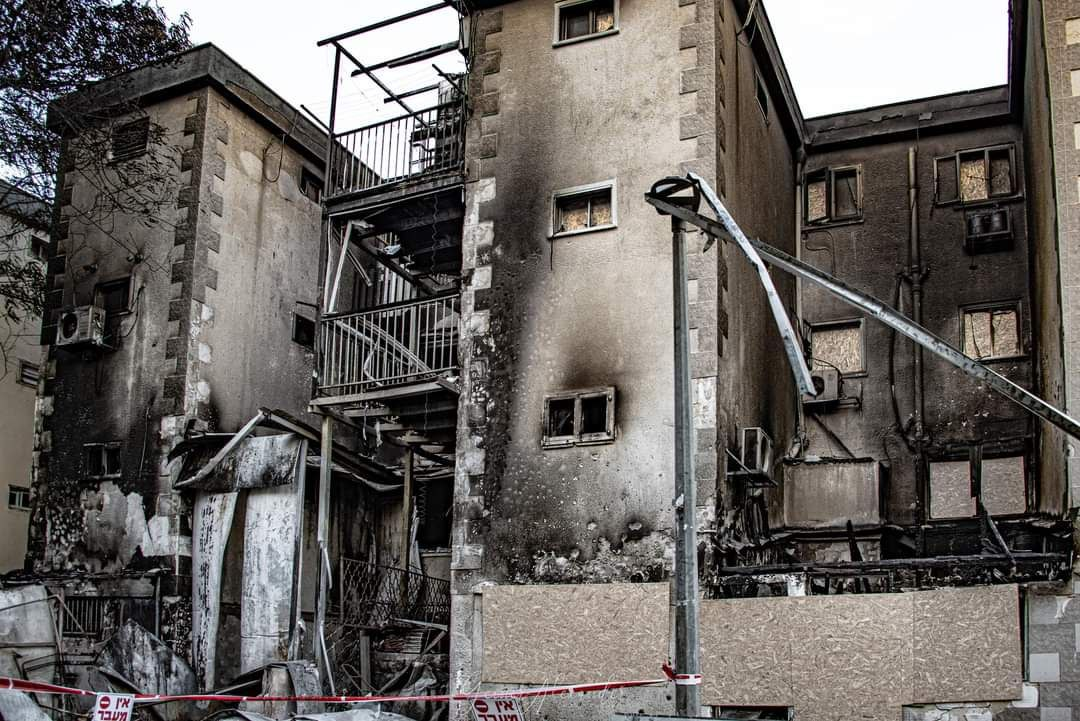
Un edificio en Kiryat Shemona en el norte de Israel después de un ataque de Hezbolá

Según las autoridades israelíes los ataques de Hezbolá habían matado a 46 civiles en el norte de Israel y en los Altos del Golán ocupados por Israel. En cuanto a las bajas militares, ochenta soldados israelíes murieron en el conflicto: 29 militares murieron en ataques en el norte israelí, 47 militares fallecieron en combates durante la invasión terrestre en el Líbano (incluido un investigador civil reconocido póstumamente como militar), tres militares murieron en accidentes no relacionados con el combate (uno por el mal funcionamiento de la munición y dos en un accidente con un tanque). Posterior a la entrada en vigor del alto al fuego del 27 de noviembre de 2024, cuatro soldados israelíes murieron en un accidente en diciembre de 2024 en el sur del Líbano al explotar unas minas dejadas por otros soldados israelíes en un túnel en el que se encontraban. Además, los ataques de Hezbolá provocaron la evacuación de más de 90 000 personas (60 000 forzadas y 30 000 voluntarias) del norte de Israel. Según el Instituto de Estudios de Seguridad Nacional (de la Universidad de Tel Aviv) entre el 10% al 25% de los residentes desplazados del norte de Israel han retornado a sus hogares para el 29 de enero de 2025,  el gobierno israelí ofreció incentivos financieros para retornar para el 7 de marzo, los cuales serán reducidos después de esa fecha. A partir de julio de 2024, el gobierno israelí emitió órdenes de evacuación de 43 asentamientos ubicados a 3 millas (4,8 km) de la frontera con el Líbano. Al menos seis vehículos aéreos no tripulados israelíes fueron derribados sobre el Líbano: tres modelos Hermes 450 y tres Hermes 900.
El 17 de octubre de 2024, Hezbolá aseguró que las bajas israelíes hasta ese momento ascendían a 55 muertos y 500 heridos, además de la destrucción de veinte tanques Merkava, cuatro buldócer, un vehículo blindado, un vehículo de transporte de tropas y dos drones Elbit Hermes 450. El 27 de noviembre, Hezbolá publicó una infografía en la que informaban que durante el periodo comprendido entre el 17 de septiembre de 2024 y el 27 de noviembre de 2024 realizaron, supuestamente, 1666 operaciones militares que infringieron 130 muertos y más de 1250 heridos a las tropas israelíes y que dañaron o destruyeron 76 vehículos militares, 55 centros de comando, 32 piezas de artillería, 17 fábricas y compañías militares y catorce campos de entrenamiento.

### Pérdidas económicas

#### Líbano

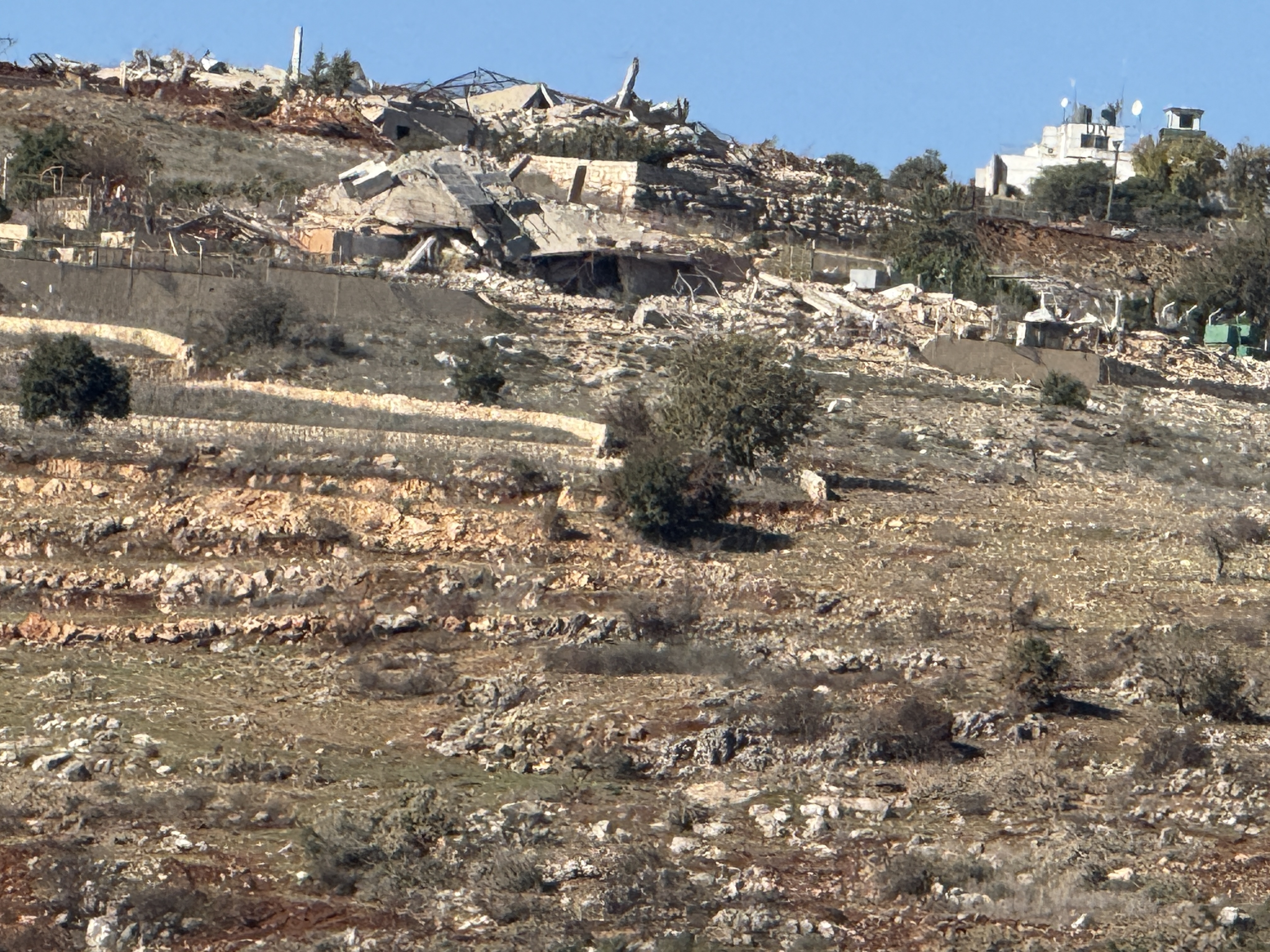
Ruinas de la aldea de Hula en el sur del Líbano, destruida en una operación de las FDI en diciembre de 2024.

En el Líbano el costo del daño a las viviendas se estima en 2800 millones de dólares, con más de 99 000 unidades residenciales total o parcialmente destruidas, según un reporte del Banco Mundial. Sólo el suburbio sur de Beirut (zona de presencia de Hezbolá), los bombardeos israelíes han demolido 262 edificios según la Universidad Americana de Beirut. El reporte del Banco Mundial estima el daño en la agricultura libanesa en 124 millones de dólares, con perdidas de 1100 millones de dólares derivado de la cosecha perdida por la destrucción de cultivos, del ganado y el desplazamiento de granjeros.
El Banco Mundial da una estimación preliminar de 8500 millones de dólares en daños y perdidas en Líbano en un reporte del 14 de noviembre. Se proyecta que el PIB real libanes se contraerá en 5,7 % en comparación con la estimación pre-conflicto de crecimiento del 0,9 %. Posteriormente, en marzo de 2025, el Banco Mundial cifró el coste de la reconstrucción y los esfuerzos de recuperación en Líbano tras el conflicto en torno a los 14 000 millones de dólares, con daños a infraestructuras por valor de 6800 millones de dólares y pérdidas derivadas de la reducción de la productividad y la pérdida de ingresos que llegan a los 7200 millones de dólares. Según dicho informe del Banco Mundial el sector de la vivienda fue el más castigado, con daños estimados en 4600 millones de dólares y el sector del comercio, industria y turismo tuvo pérdidas estimadas en 3400 millones de dólares, además el conflicto ha causado una contracción del PIB del 7,1 % en 2024, respecto a un crecimiento esperado del 0,9 %.
El comercio de aceitunas y la producción de aceite de oliva en el sur del Líbano, que es la principal fuente de ingresos para muchos agricultores, se detuvo porque los agricultores detuvieron sus cosechas por temor a los bombardeos israelíes. Según el ministro de Agricultura, Abbas Hajj Hassan, 40 000 olivos han sido quemados por incendios provocados por los bombardeos de las FDI. El ministerio también ha dicho que 790 hectáreas de tierras agrícolas han sido dañadas y 340 000 animales de granja se han perdido. En total, las FDI han causado pérdidas agrícolas por valor de 3000 millones de dólares.
El Instituto de Finanzas Internacionales predijo que el PIB del Líbano podría disminuir un 1 % para finales de 2023 y un 30 % en 2024 en caso de una mayor propagación de la guerra. Según el Consejo para el Sur, para mayo de 2024, los ataques israelíes han destruido 1700 edificios y dañado otros 14 000 y han causado daños por valor de 500 millones de dólares en agua, electricidad, telecomunicaciones y otras infraestructuras.
Según el informe Evaluación Rápida de Daños y Necesidades del Líbano (ERDNL) 2025 del Banco Mundial, los costos de reconstrucción y recuperación resultantes del conflicto en el Líbano se estiman en 11.000 millones de dólares.

#### Israel

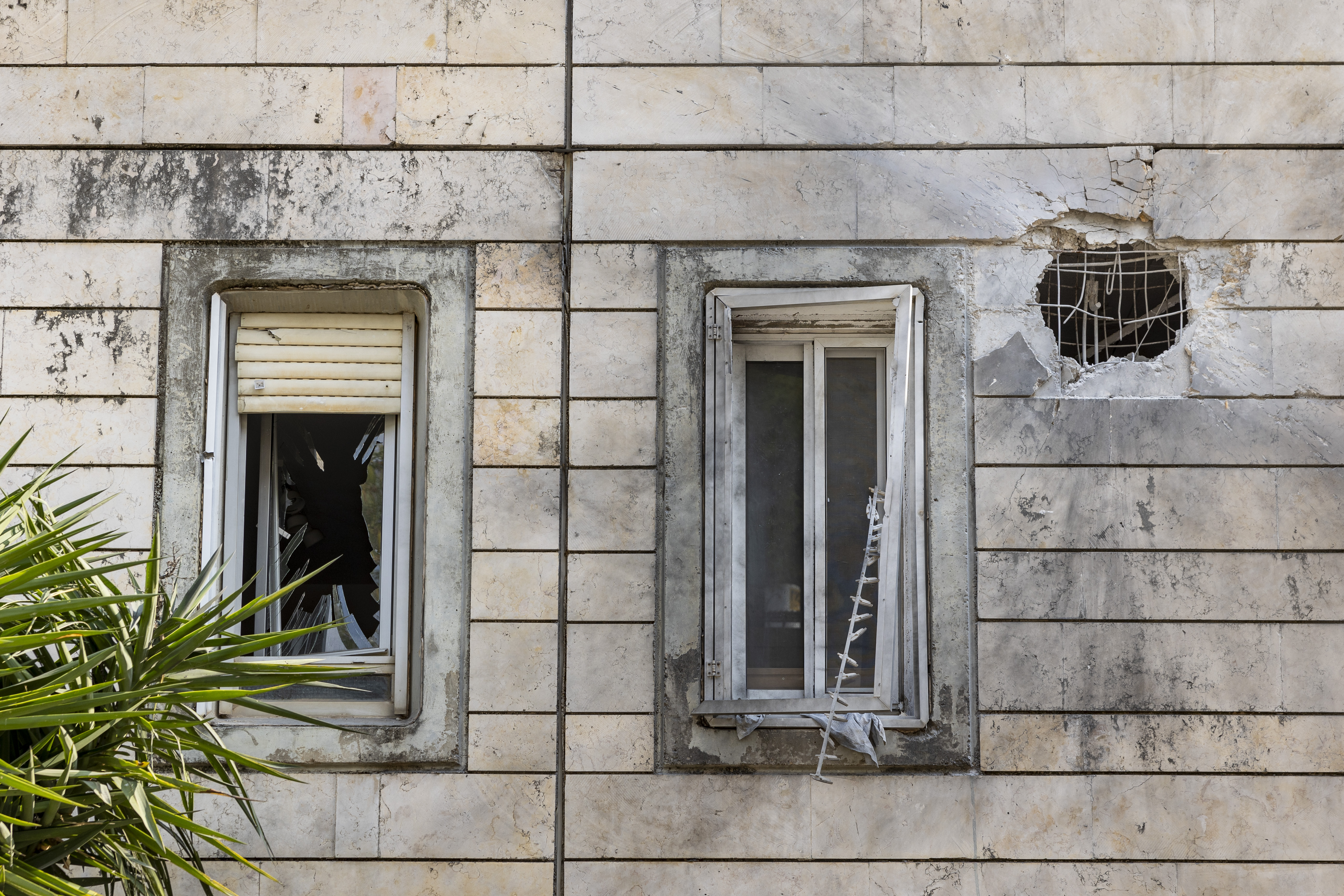
Un edificio residencial en Kiryat Shemona dañado después de un ataque con cohetes desde el Líbano

El conflicto con Hezbolá ha agravado el impacto económico de la guerra de Gaza, tensando las finanzas públicas. El déficit presupuestario ha aumentado hasta aproximadamente el 8 % del PIB, lo que llevó a las tres principales agencias de calificación crediticia a rebajar la calificación de Israel este año. El conflicto también ha exacerbado las interrupciones de la cadena de suministro, impulsando la inflación al 3,5 %, por encima del rango objetivo del banco central del 1-3 %. En respuesta, el banco central ha mantenido altas las tasas de interés para frenar la inflación, manteniendo elevadas las tasas hipotecarias y añadiendo más presión sobre los hogares.
Según el economista de la Universidad de Tel Aviv, Tomer Fadlon, la economía del norte de Israel sufriría efectos significativos y de largo plazo si su población no regresase. Además, afirmó que incluso si Israel lograra la victoria en Gaza, es posible que el norte no experimente una recuperación económica. El conflicto afectó gravemente a la industria del turismo en el norte, que emplea a muchas personas. Muchas fábricas de la región no han cerrado, pero han sufrido una aguda escasez de mano de obra de hasta el 50 %. Según una estimación del Banco de Israel en noviembre de 2023, la economía israelí sufre la pérdida de 590 millones de shekels (158 millones de dólares) cada semana debido a la ausencia de trabajadores provocada por la evacuación de 144 000 personas tras la guerra entre Israel y Hamás, el 40 % de ellas del norte.
Comunidades otrora sólidas como Snir y Kiryat Shemona quedaron prácticamente vacías tras las órdenes de evacuación en el norte de Israel.Se planeó que Kiryat Shmona fuera utilizada por empresas de tecnología alimentaria, pero las empresas se marcharon tras la evacuación de la ciudad en octubre de 2023. El norte de Israel posee un tercio de las tierras agrícolas de Israel, y los Altos del Golán y la región de Galilea representaban el 73 % de la producción anual de huevos de Israel; sin embargo, después del estallido del conflicto, pocas personas permanecieron en el norte para cuidar los gallineros, lo que resultó en una disminución de la producción doméstica de huevos. En agosto de 2024 el Ministerio de Agricultura y Seguridad Alimentaria aprobó una cuota para la importación de 45 millones de huevos debido a la caída prevista en la producción local por el conflicto y otras razones.
Según las autoridades israelíes, los ataques de Hezbolá dañaron al menos 2874 edificios, incluidos 841 que necesitan ser reconstruidos totalmente. Se estima que los daños materiales ascienden a unos 1000 millones de séquel (273 millones de dólares estadounidenses) con miles de casas, granjas y negocios dañados o destruidos. Unas 55 000 acres de foresta, reservas naturales, parques y tierras abiertas en el norte de Israel y en los Altos del Golan han sido quemados desde el inicio de la guerra según las autoridades israelíes. En noviembre de 2024, más del 60% de los edificios de Metula habían sido destruidos por los ataques de Hezbolá desde el inicio del conflicto. Tres cuartas partes de los edificios de Manara resultaron dañadas por los ataques de Hezbolá desde el inicio del conflicto, 382 edificios en Kiryat Shmona y 55.000 acres de naturaleza en el norte de Israel y los Altos del Golán han sido dañados o destruidos por los ataques de Hezbolá, mientras que también se produjeron daños importantes en Nahariya y Shlomi. Cientos de otros casos en ciudades como Arab Al-Aramsheh y Menara siguen sin evaluarse debido a problemas de seguridad para la inspección. En septiembre de 2024, más de la mitad de las casas de Metula resultaron dañadas por los ataques de Hezbolá desde el inicio del conflicto.

### En Siria
El domingo 8 de diciembre de 2024, después de trece años de guerra civil en Siria, el régimen de Bashar al-Ásad fue derrocado luego del lanzamiento de una ofensiva relámpago por parte de los rebeldes sirios desde la ciudad de Idlib y que terminó con la conquista de la capital siria en Damasco. El presidente israelí Benjamín Netanyahu dio por terminada el acuerdo fronterizo de 1974 y ordenó la captura de la zona colchón establecida por las Naciones unidas en los Altos del Golán.

## Crímenes de guerra

### Por Israel

#### Uso de fósforo blanco

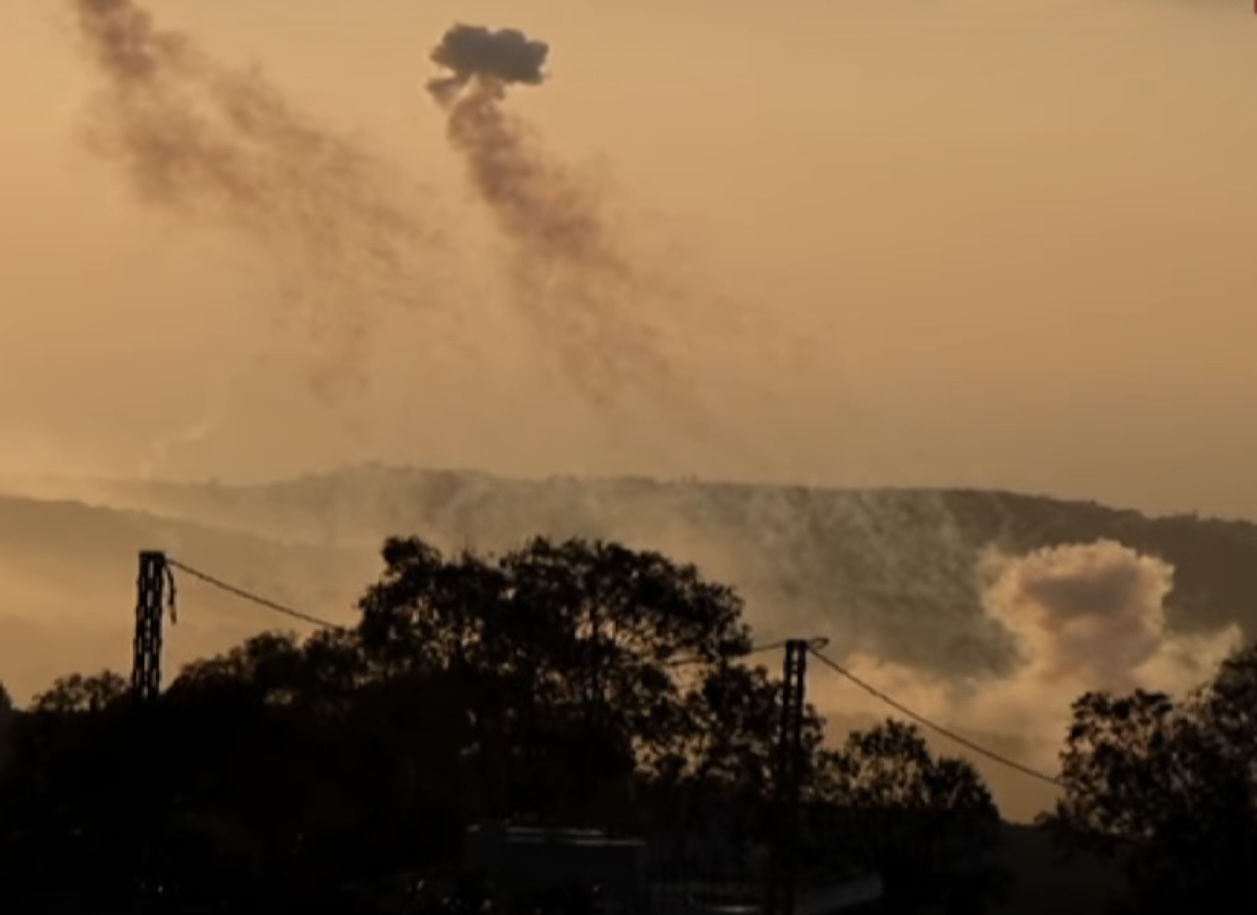
Uso de fósforo blanco por Israel en el sur del Líbano el 16 de octubre de 2023

El 31 de octubre de 2023, tras una investigación, Amnistía Internacional afirmó que el ataque israelí con fósforo blanco del 16 de octubre fue indiscriminado, ilegal y «debe investigarse como un crimen de guerra», debido a su uso en la poblada ciudad libanesa de Dhayra, que hirió al menos a nueve civiles. El 2 de noviembre, Amnistía Internacional declaró que de acuerdo con sus investigaciones sobre cuatro incidentes ocurridos los días 10, 11, 16 y 17 de octubre demostraban que Israel había utilizado municiones de fósforo blanco. La afirmación fue confirmada por el The Washington Post, que identificó dos casquillos de fósforo blanco fabricados en Estados Unidos. Human Rights Watch verificó el uso de fósforo blanco por parte de las FDI en al menos diecisiete municipios del Líbano, incluidos cinco municipios donde se utilizaron municiones de explosión de aérea sobre zonas residenciales. También solicitó al gobierno libanés que presente una declaración para permitir las investigaciones de la Corte Penal Internacional.
El 25 de octubre de 2024, el Ejército de Israel mató a tres periodistas en un bombardeo contra el edificio en el que se alojaban en la ciudad de Hasbaya, en el sureste de Líbano. Los periódistas asesinados son Wisam Qasim fotógrafo de la cadena de televisión Al-Manar y Ghassan Nayar y Muhamad Reda, ambos de la cadena de televisión Al Mayadeen. Los ataques alcanzaron un grupo de pequeños chalés en los que se alojaban dieciocho periodistas de al menos siete medios de comunicación diferentes (entre ellos Al Jazeera, Sky News Arabia y TRT).
En el sur del Líbano, las bombas de fósforo blanco de Israel han destruido más de 4,5 hectáreas (45 000 m²) de bosque, con pérdidas económicas valoradas en 20 millones de dólares. La Universidad Americana de Beirut estimó que el uso de fósforo blanco ha provocado más de 134 incendios forestales hasta junio de 2024, quemando 1,5 hectáreas (15 000 m²) de tierra agrícola. Al 28 de mayo de 2024, el Ministerio de Salud Pública del Líbano afirmó que la exposición al fósforo blanco había herido al menos a 173 personas.
Un informe de la Oficina del Alto Comisionado de las Naciones Unidas para los Derechos Humanos (ACNUDH), publicado el 8 de octubre de 2024, denunciaba que Israel utilizó munición de fósforo blanco, un químico incendiario capaz de causar «horribles y dolorosas heridas», en al menos veinticuatro ocasiones en el guerra de Gaza. Dicho informe, que se centra principalmente en seis meses del conflicto comprendidos entre noviembre de 2023 y abril de 2024, sostiene que las FDI utilizaron el arma incendiaria seis veces en la capital de Gaza, nueve en el centro de la Franja y tres en Jan Yunis, algunos de ellos en campos de refugiados densamente poblados. Así, por ejemplo, la ACNUDH verificó un incidente el 25 de diciembre en el que «un bebé resultó quemado por fósforo blanco en una escuela en el campo de Al Bureij».

#### Ataques contra instalaciones médicas
Los ataques contra hospitales y lugares religiosos constituyen un crimen de guerra. El ministro de Salud libanés, Firass Abiad, dijo que 163 rescatistas y trabajadores de la salud murieron y otros 273 resultaron heridos epor ataques israelíes desde el inicio del conflicto entre Israel y Hezbolá. Human Rights Watch afirmó que los ataques «repetidos» de Israel contra trabajadores médicos y las instalaciones sanitarias eran evidentes crímenes de guerra.
La ONG Human Rights Watch (HRW) acusó a las Fuerzas de Defensa de Israel (FDI) de perpetrar crímenes de guerra por sus ataques contra instalaciones y personal médicos en Líbano en el curso de una ofensiva que «está devastando el ya frágil sistema sanitario». Según datos proporcionados por el Ministerio de Salud del Líbano los ataques israelíes han provocado la muerte de 163 empleados del sistema sanitario y de emergencias y daños en más de 150 ambulancias y medio centenar de hospitales. HRW constató que al menos tres ataques, perpetrados a principios de octubre en Beirut y el sur de Líbano, son susceptibles de ser investigados como crímenes de guerra.
El 10 de noviembre de 2023, las FDI bombardearon el hospital Meiss Ej Jabal, hiriendo a un médico. Los misiles no explotaron, pero causaron daños en el servicio de urgencias y en varios automóviles. El Ministerio de Salud Pública del Líbano condenó el ataque y afirmó que «las autoridades israelíes eran plenamente responsables de este acto injustificable, que habría tenido resultados catastróficos», y pidió una investigación. Días antes, cuatro personas resultaron heridas tras un bombardeo israelí que alcanzó a dos ambulancias. La Agencia Nacional de Noticias del Líbano informó de que un ataque con drones israelí alcanzó a dos ambulancias pertenecientes a la Asociación de Scouts Risala, afiliada al Movimiento Amal.
El 11 de enero de 2024, las FDI llevaron a cabo ataques en la ciudad de Hanine y atacaron un centro de emergencia afiliado a la Autoridad de Salud Islámica vinculada a Hezbolá. El ataque mató a dos trabajadores de rescate y destruyó una ambulancia. Otros ataques a centros de la Autoridad Sanitaria Islámica ocurrieron en Kafr Kila, Odaisseh y Blida, donde murieron siete paramédicos y trabajadores de rescate y se destruyeron diecisiete ambulancias.
El 27 de marzo de 2024, un ataque aéreo israelí tuvo como objetivo un centro paramédico afiliado al Grupo Islámico en Hebbariye, matando a siete paramédicos voluntarios. El ataque fue condenado por el Ministerio de Salud libanés. Más tarde ese mismo día, los ataques aéreos israelíes en Tayr Harfa mataron a dos paramédicos de la Sociedad Islámica de Salud, mientras que los ataques en Naqoura mataron a un miembro de la Asociación Islámica de Scouts Risala, afiliada al Movimiento Amal. El 7 de mayo de 2024, Human Rights Watch declaró que el incidente del 27 de marzo había sido un ataque ilegal contra civiles y afirmó que no había encontrado ninguna prueba de objetivos militares en el lugar atacado. Las investigaciones también demostraron que las FDI utilizaron una bomba de caída libre MPR 500 para llevar a cabo el ataque.
El 27 de mayo de 2024, un ataque aéreo israelí cerca del hospital Salah Ghandour en Bint Jbeil mató a tres civiles. La OMS en el Líbano condenó el ataque y pidió protección para los hospitales y el personal sanitario. En octubre de 2024, el jefe de la Defensa Civil del Líbano en el sur dijo que Israel estaba atacando específicamente a los trabajadores de la salud, afirmando: «Hemos tenido 40 ambulancias que han sido completamente destruidas. Además de eso, 24 puestos de rescate han sido atacados, solo en esta área». Funcionarios sanitarios libaneses declararon el 5 de octubre de 2024 que cincuenta trabajadores sanitarios habían sido asesinados en las 72 horas anteriores. El ministro de salud del Líbano, Firas Abiad, denunció que los ataques eran crímenes de guerra y parte de la política sistemática de Israel de ataques al sistema de salud del Líbano.
En octubre de 2024, Israel bombardeó instituciones financieras que afirmó estaban afiliadas a Hezbolá, lo que llevó a Amnistía Internacional a afirmar que los ataques deberían investigarse como posibles crímenes de guerra. Una investigación la CNN de noviembre de 2024 concluyó que Israel había atacado en «proximidad letal» al menos a diecinueve hospitales diferentes en el Líbano. Alrededor del 20% de todos los hospitales del Ministerio de Salud del Líbano han resultado dañados en un mes de ataques israelíes.
En marzo de 2025, Amnistía Internacional denunció que los reiterados ataques que el Ejército de Israel realizó contra ambulancias, centros de salud y personal de urgencias del sistema sanitario de Líbano «no sólo constituyen violaciones graves del Derecho Internacional Humanitario y, probablemente, crímenes de guerra, sino que además tienen consecuencias devastadoras para la población civil en general». Así mismo hizo un llamamiento a las autoridades de Líbano para que se adhieran «con urgencia» al Estatuto de Roma del TPI y den jurisdicción al órgano con carácter retroactivo desde 2002.

#### Ataques contra periodistas
Según el Consejo de Europa, los ataques intencionados contra periodistas constituyen un crimen de guerra. Desde el inicio del conflicto, Reporteros Sin Fronteras (RSF) afirmó que el ejército israelí había atacado deliberadamente a periodistas. Según una investigación de RSF, el 13 de octubre de 2023 Israel había atacado a periodistas en dos ataques con misiles que mataron al periodista de Reuters Issam Abdallah y hirieron a otros cuatro periodistas. Estos dos ataques, con apenas 30 segundos de diferencia, alcanzaron a un grupo de siete periodistas en el sur del Líbano que informaban sobre los combates fronterizos entre Israel y Hezbolá. En un video se ve a los periodistas con chalecos y cascos que los identifican adecuadamente como «PRENSA». La marca también estaba presente en el techo de su automóvil, que explotó tras ser alcanzado por el segundo misil. La Organización Holandesa para la Investigación Científica Aplicada, que prueba y analiza municiones y armas, ayudó a Reuters examinando el material recogido en el lugar de la explosión y descubrió que un trozo de metal era la aleta de un proyectil de tanque de 120 mm disparado a 1,34 km de la frontera desde un cañón de tanque de ánima lisa.
El viernes 25 de octubre, el Ejército de Israel mató a tres periodistas en un bombardeo contra el edificio en el que se alojaban en la ciudad de Hasbaya, en el sureste de Líbano. Los periodistas asesinados son Wisam Qasim fotógrafo de la cadena de televisión Al-Manar y Ghassan Nayar y Muhamad Reda, ambos de la cadena de televisión Al Mayadeen. El presidente de la junta directiva de Al Mayadeen, Ghassan bin Yido, señaló que Israel es «plenamente responsable de este crimen de guerra en el que han sido atacados varios equipos de periodistas» y agregó que el Ejército israelí «se deleita en matar». Por su parte el primer ministro interino de Líbano, Najib Mikati, acusó a Israel de cometer un crimen de guerra y agregó que el ataque es una «agresión deliberada» que busca «intimidar a los medios de comunicación» y «encubrir los crímenes y destrucción» causados por los bombardeo sobre el Líbano. Human Rights Watch (HRW) afirmó que el bombardeo israelí en el que murieron tres periodistas libaneses habría sido un «ataque deliberado» contra civiles que supuso «un aparente crimen de guerra». HRW recalcó que en su investigación de lo sucedido no halló pruebas de que en la zona hubiera combates, fuerzas militares o actividad militar en el momento del bombardeo.
El 13 de noviembre, la periodista libanesa Sakina Kauzarani y varios de sus familiares, entre ellos sus dos hijos menores de edad, fueron asesinados en un bombardeo israelí contra el edificio de tres plantas en el que vivían en la localidad de Joun, situada cerca de Sidón. La emisora de radio para la que trabajaba condenó el ataque, al que describió como «un crimen atroz por parte del bárbaro enemigo sionista».
Según informó el Comité para la Protección de los Periodistas (CPJ), para el 16 de junio de 2025, al menos 185 periodistas y otros trabajadores de medios de comunicación habían muerto desde que comenzó la guerra el 7 de octubre. Entre los muertos se encuentran 177 periodistas palestinos, dos israelíes y seis libaneses. A estas cifras hay que añadir 113 periodistas heridos, dos desaparecidos y ochenta y seis detenidos por las FDI. Además se han detectado múltiples casos de agresiones, amenazas, ciberataques, censura y asesinatos de familiares. Al Jazeera sitúa la cifra de periodistas muertos en 222, incluidos 217 palestinos, tres libaneses y dos israelíes. Por su parte la Federación Internacional de Periodistas contabilizó 166 periodistas y trabajadores de los medios de comunicación muertos (152 palestinos, cuatro israelíes, nueve libaneses y un sirio).
El 27 de noviembre de 2024, fuerzas israelíes abrieron fuego contra un grupo de periodistas en la ciudad de Khiam, en el sur del Líbano, apenas horas después de que comenzara el alto el fuego. Los periodistas, entre ellos Abdelkader Bay, un videoperiodista, estaban informando desde la zona cuando se produjo el tiroteo. Bay, junto con otro periodista de The Associated Press y uno de Sputnik, resultaron heridos por disparos israelíes. Bay contó que oyó el sonido de los tanques israelíes que se retiraban de la zona, seguido de los sonidos de disparos dirigidos contra el grupo de periodistas que estaban filmando. A pesar de que eran claramente identificables como periodistas, fueron atacados por soldados israelíes. Otro periodista, Ali Hachicho, que no resultó herido, describió cómo se iniciaron los disparos tan pronto como los periodistas comenzaron a documentar las actividades militares. El incidente fue condenado por el Sindicato de Editores de Prensa Libaneses, que lo calificó como la primera violación del acuerdo de alto el fuego.

#### Ataques indiscriminados contra civiles
El 5 de noviembre de 2023, un ataque aéreo israelí alcanzó un automóvil cerca de Ainata (Líbano), matando a tres niños y a su abuela, e hiriendo a su madre. Las FDI admitieron haber alcanzado el vehículo. Human Rights Watch afirmó que sus asesinatos deberían investigarse como un aparente crimen de guerra. Najib Mikati, primer ministro interino del Líbano, calificó el ataque como un «crimen atroz» y dijo que el Líbano presentaría una queja ante el Consejo de Seguridad de la ONU.
En septiembre de 2024, miles de dispositivos de comunicación inalámbrica explotaron en todo el Líbano y Siria en un ataque atribuido a Israel, matando a decenas de personas, incluidos civiles y militantes de Hezbolá. Lama Fakih, director de Human Rights Watch, dijo que las explosiones constituirían un ataque indiscriminado si las FDI no tuvieran forma de determinar con precisión la ubicación de los dispositivos explosivos, ya que no habría distinción entre civiles y objetivos militares. El Alto Comisionado de las Naciones Unidas para los Derechos Humanos, Volker Türk, dijo que los ataques violaron los derechos humanos internacionales ya que las FDI no tenían conocimiento sobre los usuarios de los dispositivos ni sobre su ubicación y alrededores durante las explosiones.
El 19 de octubre las Fuerzas de Defensa de Israel (FDI) llevaron a cabo un ataque aéreo contra un automóvil que circulaba por la principal carretera libanesa cerca de la aldea de Sahel Alma, parte de la ciudad de Jounieh. Un hombre y su esposa salieron corriendo del automóvil hacia un campo cercano antes de ser asesinados por otro ataque.
Según el Observatorio Sirio para los Derechos Humanos, 202 refugiados sirios murieron por los ataques de la FDI en el Líbano desde el inicio del conflicto.
El 23 de abril de 2025 la organización humanitaria Human Rights Watch (HRW) acusó a Israel de llevar a cabo «ataques indiscriminados contra civiles» en Líbano, en relación con dos bombardeos de las tropas israelíes en septiembre y noviembre de 2024 contra la localidad de Yunine que se saldaron con 33 muertos, entre ellos quince niños, ataques que deberían ser investigados como crímenes de guerra. Según informó Ramzi Kaiss, investigador sobre Líbano de HRW, «cada vez surgen más pruebas de que las fuerzas israelíes fracasaron repetidamente a la hora de proteger a los civiles ni los distinguieron adecuadamente de los objetivos militares durante sus ataques en Líbano en 2023 y 2024».

#### Destrucción indiscriminada
Las tropas  israelíes colocaron explosivos en edificios y luego los detonaron a distancia; en cinco aldeas del Sur del Líbano, barrios enteros han quedado reducidos a ruinas; estos son Blida, Kfar Kila, Ramyah y Aïta ash-Chab. Una aldea, Mhaibib, fue destruida casi por completo el 16 de octubre de 2024, cuando el ejército israelí detonó simultáneamente toneladas de explosivos que había colocado en varios lugares. Las imágenes satelitales muestraban, al 3 de noviembre de 2024, treinta pueblos y aldeas tradicionales ubicados en la frontera sur del Líbano «dañados desde principios de octubre de 2024, la mayoría de ellos significativamente». En al menos doce de ellos, el ejército israelí hizo estallar filas enteras de casas. Los pueblos objeto de este tipo de operaciones habían sido abandonados por sus habitantes tras los bombardeos y las órdenes de evacuación.
Entre el 1 y el 30 de octubre de 2024, en la frontera sur del Líbano, al menos 1085 edificios fueron «arrasados o gravemente dañados desde la invasión del 1 de octubre», incluidos 200 por explosivos, según el New York Times, que se basa en el análisis de imágenes satelitales y vídeos. La franja fronteriza de 3 kilómetros que fue el objetivo de este tipo de demoliciones incluye aldeas sunitas, chiitas, cristianas y drusas; aunque Israel ataca principalmente las aldeas chiitas.
Israel justificó este tipo de destrucciones debido a la existencia de túneles de Hezbolá bajo edificios civiles en varias aldeas. Los expertos juristas consideran que la destrucción general de un barrio o pueblo no se ajusta al derecho internacional. Tom Dannenbaum, profesor asociado de derecho internacional en la Universidad Tufts, señala que si bien las estructuras civiles, como las casas, convertidas en estructuras militares pueden ser atacadas, «no es permisible atacar un área entera en la que hay tanto objetivos militares como objetos civiles». De manera similar, según el análisis de Alonso Gurmendi Dunkelberg, experto en derecho internacional de la London School of Economics, la existencia de infraestructura militar de Hezbolá en un área civil no es suficiente para justificar la destrucción de secciones enteras de una aldea; una operación de este tipo no respeta el principio de proporcionalidad. Tomando ejemplos de la historia reciente, este jurista recuerda que «muchos otros países, incluidos aliados de Israel, se han enfrentado a operaciones de contrainsurgencia, como Estados Unidos en Irak y Afganistán, y no han volado ciudades enteras».
El 20 de octubre de 2024, las fuerzas israelíes volaron la totalidad de la ciudad de Ramyah. Un video verificado que circuló extensamente en las redes sociales mostraba a soldados israelíes vitoreando y haciendo la cuenta regresiva antes de volar gran parte de la ciudad. Imágenes satelitales mostraban que al menos cuarenta edificios fueron destruidos. Según los informes, Ramyah casi ha sido borrada del mapa y apenas quedan estructuras en pie. Imágenes similares muestran a soldados haciendo el signo de la victoria después de la destrucción de Mhaibib, en Dhayra destruyeron parte de la ciudad y luego cantaron canciones religiosas.

#### Uso de dispositivos con trampas explosivas
Los expertos advierten que las explosiones de buscapersonas en Líbano en 2024 podrían violar el derecho internacional humanitario. Josep Borrell, Alto Representante de la Unión Europea para Asuntos Exteriores y Política de Seguridad, cuestionó la legalidad de los ataques debido a los altos daños colaterales que causaron entre los civiles, incluida la muerte de niños. Jeanine Hennis-Plasschaert, Coordinadora Especial de las Naciones Unidas para el Líbano, también expresó su preocupación por la ilegalidad de los ataques. La vice primera ministra belga, Petra De Sutter, fue más allá y los calificó de «ataque terrorista». Volker Turk, el Alto Comisionado de la ONU para los Derechos Humanos, declaró: «El derecho internacional humanitario prohíbe el uso de dispositivos trampa en forma de objetos portátiles aparentemente inofensivos».
Las trampas explosivas están en su mayoría prohibidas en virtud del Protocolo sobre Minas, Trampas Explosivas y Otros Artefactos («Protocolo II Enmendado») de la Convención sobre Ciertas Armas Convencionales del que Israel es parte. El artículo 7, párrafo 2, del Protocolo II Enmendado prohíbe el uso de «trampas explosivas u otros dispositivos en forma de objetos portátiles aparentemente inofensivos que estén específicamente diseñados y construidos para contener material explosivo». Las reglas de combate de algunos países, como el Reino Unido, también prohíben los dispositivos explosivos camuflados en objetos aparentemente inofensivos. El Manual del Derecho de Guerra del Departamento de Defensa de los Estados Unidos menciona relojes, cámaras, pipas de tabaco y auriculares como ejemplos de dichos artículos, que están prohibidas para «impedir la producción de grandes cantidades de objetos peligrosos que puedan estar dispersos y que puedan resultar atractivos para los civiles, especialmente los niños».
El 10 de noviembre, Netanyahu, reconoció la autoría de Israel en las explosiones, durante un comentario concebido como una crítica velada al cesado ministro de Defensa israelí, Yoav Galant.

#### Ataques contra la FINUL
Según la Fuerza Provisional de las Naciones Unidas para el Líbano (FINUL), el 9 de octubre soldados israelíes dispararon deliberadamente contra las cámaras de vigilancia del perímetro de la posición y las inutilizaron. También dispararon contra un puesto de la ONU donde se celebraban reuniones tripartitas periódicas antes de que comenzara el conflicto, dañando la iluminación y una estación de retransmisión. La misión de la ONU declaró que «En los últimos días hemos visto incursiones de Israel en Líbano en Naqoura y otras zonas» y que «soldados de las FDI se han enfrentado con elementos de Hezbolá sobre el terreno en Líbano». Los soldados israelíes también dispararon contra la entrada del búnker donde se refugiaban las fuerzas de paz y dañaron vehículos y un sistema de comunicaciones. Se observó un avión no tripulado israelí volando dentro de la posición de la ONU hasta la entrada del búnker.
El 10 de octubre un carro de combate de las fuerzas israelíes disparó contra una torre de observación del cuartel general de Naqoura, impactando directamente contra ella y provocando su caída. Dos miembros de las fuerzas de paz resultaron heridos sin gravedad, pero tuvieron que ser hospitalizados. Al día siguiente, el viernes 11 de octubre, las Fuerzas de Defensa de Israel volvieron a disparar un proyectil de artillería desde un carro de combate contra la entrada principal del centro de mando de la Misión de Naciones Unidas, frente al puesto de control del Ejército libanés, hiriendo a al menos dos soldados del batallón de Sri Lanka.
A primera hora de la mañana del 13 de octubre de 2024, tres pelotones de tropas de las FDI cruzaron la Línea azul hacia el Líbano. Alrededor de las 4:30 horas, dos tanques Merkava de las FDI destruyeron la puerta principal del puesto de las tropas de la ONU en Ramyah y entraron por la fuerza en la posición, los soldados israelíes pidieron varias veces que apagaran las luces de la base y los tanques se marcharon unos 45 minutos más tarde, después de que la FINUL protestara, ya que «la presencia del Ejército estaba poniendo en peligro a los soldados de paz». Dos horas después, y cuando los tanques israelíes ya habían abandonado la posición, las fuerzas israelíes dispararon varias rondas de munición a 100 metros de la base que provocaron que entrara humo en el campamento. El humo causó heridas a quince efectivos de mantenimiento de la paz de la FINUL debido a irritaciones de la piel y reacciones gastrointestinales, que necesitaron tratamiento médico por síntomas inusuales a pesar de llevar máscaras de gas.
El 20 de octubre, la FINUL denunció en un comunicado que «una excavadora de las FDI (Fuerzas de Defensa de Israel) ha demolido deliberadamente una torre de observación y la valla perimetral de una posición de la ONU en Marwahin», recordando que se trataba de «una flagrante violación del Derecho Internacional y de la Resolución 1701 del Consejo de Seguridad», al tiempo que «pone en peligro la seguridad de nuestras fuerzas de mantenimiento de la paz en contra del Derecho Internacional Humanitario».
El 7 de noviembre, al menos seis soldados malasios de la FINUL resultaron heridos en un ataque con drones en el sur del Líbano. El incidente, que tuvo lugar cerca de Saida, también hirió a tres soldados libaneses estacionados en un puesto de control de la zona y mató a tres civiles. El ejército libanés identificó a Israel como responsable del ataque en X (anteriormente Twitter).
El 8 de noviembre, la FINUL denunció un nuevo ataque isarelí, según un comunicado de la organización dos excavadoras y un bulldozer israelíes destruyeron «parte de una valla y una estructura de cemento» en uno de sus emplazamientos en Naqoura, donde se encuentra su cuartel general. Según denunciaron lo ocurrido supone una «destrucción directa y deliberada de propiedad de la FINUL, claramente identificada» que constituye «una flagrante violación del Derecho Internacional» y aseguró que no es un fenómeno aislado, sino que viene precedido de «siete incidentes similares, claro indicador de un patrón de agresión de Israel que nada tiene que ver con sus combates contra las milicias libanesas de Hezbolá».
El 14 de noviembre por la mañana, una patrulla de la FINUL encontró un depósito de municiones cerca de la carretera e informó de su descubrimiento al Ejército libanés, después continuaron con «su ruta prevista». «Poco después, bajaron de su vehículo para retirar algunos escombros de la calzada. Al subir a los vehículos, dos o tres individuos desconocidos dispararon aproximadamente 30 tiros en su dirección». Los militares de la ONU respondieron al fuego, aunque nadie resultó herido en el incidente.
El 4 de enero de 2025, la FINUL denunció que una excavadora israelí destruyó de forma «deliberada y directa» un jalón fronterizo de propiedad claramente identificable de la FINUL y un puesto de observación del Ejército libanés en el lado libanés de la frontera, lo que constituye una flagrante violación de la Resolución 1701 y del Derecho Internacional.
El 22 de enero, el Ejército de Finlandia informó que tres de sus militares miembros de la FINUL resultaron levemente heridos cuando realizaban una patrulla en una zona donde operaban las FDI, cuando se produjo una explosión «por motivos desconocidos» en un edificio, uno de los vehículos del convoy resultó dañado por la explosión y tres de los militares que viajaban en su interior resultaron heridos.
El 14 de mayo de 2025, la FINUL denunció que disparos directos israelíes alcanzaron el perímetro de una de sus bases en Kfar Shouba, en el sur del Líbano. Se trata del primer ataque contra un puesto de la FINUL desde que entró en vigor el acuerdo de alto el fuego en noviembre pasado.
En respuesta a estos ataques, la FINUL declaró: «todo ataque deliberado contra las fuerzas de mantenimiento de la paz constituye una grave violación del derecho internacional humanitario y de la resolución 1701 del Consejo de Seguridad de la ONU».

### Por Hezbolá
El 12 de noviembre de 2023, Hezbolá disparó un misil antitanque que mató a un empleado de la Corporación Eléctrica de Israel que estaba realizando trabajos de reparación e hirió a otros trece israelíes, incluidos otros seis empleados de la empresa eléctrica.
El 9 de julio de 2024 un cohete alcanzó el coche de una pareja al sur de su ciudad natal en Orta, en los Altos del Golán ocupados por Israel. Una pareja que paseaba a su perro en Kiryat Shmona murió por la metralla de un cohete lanzado por Hezbolá el 9 de octubre de 2024.
El 26 de diciembre de 2023, un misil antitanque de Hezbolá impactó cerca de un equipo de noticias del Canal 13 mientras entrevistaban a un agricultor en Dovev para un artículo luego de un asalto anterior de Hezbolá que mató a un empleado de 56 años de la Corporación Eléctrica de Israel e hirió a cinco trabajadores que estaban reparando líneas eléctricas. Ese mismo día un misil antitanque disparado por combatientes de Hezbolá desde el Líbano dañó un cobertizo en el recinto de una iglesia en Iqrit, pero no la iglesia en sí, hiriendo a un civil anciano. Mientras las tropas israelíes y los servicios médicos trabajaban para evacuarlo, fueron alcanzados por otros misiles, lo que provocó que nueve soldados resultaran heridos, uno de ellos de gravedad.
Durante el conflicto, Hezbolá disparó miles de municiones de poca precisión contra Israel y los Altos del Golán, matando e hiriendo a civiles y destruyendo casas. Un informe de Amnistía Internacional de diciembre de 2024 concluyó que el uso de misiles no guiados contra zonas civiles probablemente constituya ataques indiscriminados.
En octubre de 2024, la FINUL informó que «un cohete alcanzó la sede de la organización en Naqoura, incendiando un taller de vehículos, [que] fue disparado desde el norte de la sede de la FINUL, probablemente por Hezbolá o un grupo afiliado». Ocho militares australianos de las fuerzas de paz resultaron heridos.

## Análisis
Según el Instituto para el Estudio de la Guerra (ISW), las operaciones israelíes en Líbano derrotaron a Hezbolá y lo obligaron a terminar su participación en la guerra de Gaza, el acuerdo de alto al fuego terminó con los ataques del grupo chiita contra Israel y requirieron que el primero se desarme en el sur del Líbano. Según declara el think tank estadounidense, estas condiciones cumplen con el objetivo bélico declarado por Israel de retornar de forma segura a los ciudadanos desplazados a sus hogares en el norte de Israel mientras que Hezbolá no logró su objetivo bélico declarado de obligar a Israel a aceptar un alto el fuego en la Franja de Gaza.

La victoria de Israel y la derrota de Hezbolá han transformado drásticamente el panorama de seguridad en Oriente Medio, limitando su capacidad de disuasión. Si bien Israel ha ganado esta ronda del conflicto en el Líbano, es casi seguro que Hezbolá comenzará a reconstituir sus fuerzas y probablemente intentará reatrincherarse en el sur del Líbano en algún momento.

Para el ISW, los objetivos declarados de Hezbolá eran emplazar una fuerza israelí alrededor de la frontera y obligar a Israel a aceptar un alto el fuego en la Franja de Gaza. La campaña de bombardeos aéreos contra líderes claves incluidos Hasán Nasralá y la detonación de miles de buscapersonas y radios pertenecientes al grupo libanés irrumpieron en las fuerzas de Hezbolá y paralizaron el grupo temporalmente. El ISW declaró que las operaciones terrestres israelíes interrumpieron la capacidad de Hezbolá para lanzar andanadas coordinadas de cohetes en el norte israelí. La campaña israelí habría debilitado gravemente a Hezbolá, destruyó capacidades clave en el del Líbano y debilitó la disposición de sus líderes a continuar la lucha. Esto habría llevado a Hezbolá a aceptar el acuerdo de alto el fuego el 26 de noviembre, a pesar de no haber logrado su objetivo declarado de forzar el fin de los combates en la Franja de Gaza. «Las FDI también destruyeron las capacidades ofensivas clave que Hezbolá tenía en el sur del Líbano, como túneles destinados a apoyar ataques terrestres hacia el norte de Israel. Hezbolá había planeado durante mucho tiempo que su poderosa unidad militar ofensiva, la Fuerza Radwan, utilizara estos túneles para llevar a cabo ataques contra Israel que serían similares a lo que hizo Hamás el 7 de octubre de 2023.»
Según Descifrando la guerra: «Israel se ha convertido momentáneamente en el bando victorioso tras las firma del alto al fuego con Hezbolá» el Estado israelí ha alcanzado dos grandes hitos estratégicos: primero, forzar a Hezbolá a retirarse hasta el río Litani mientras se reserva el derecho a atacar el territorio libanés cuando lo considere; y, segundo, quebrar la unidad del Eje de la Resistencia, dinamitando la estrategia de un solo frente que Hezbolá y los hutíes yemeníes propugnaban al prestar su apoyo a Hamás. La propaganda de la organización chií sostenía que Líbano era una extensión de la contienda en Gaza y que no se podría lograr un alto al fuego sin aplicarlo también al enclave palestino, el frente se habría fragmentado sino que Hezbolá se sitúa hoy en día en una posición de profunda debilidad frente a su adversario. Para este medio de comunicación digital, Hezbolá se encuentra en una posición de profunda debilidad frente a su adversario. Israel ha continuado realizando operaciones aéreas en Líbano, la misión de la ONU dice que Israel ha violado la tregua más de un centenar de veces.

A diferencia del 2006, aunque formalmente parece que es el Estado libanés quien, como actor neutral, debiera garantizar las condiciones de la tregua, el papel de supervisión y ejecución del alto el fuego está recayendo de facto en Israel, quien, paradójicamente, es una de las partes del conflicto. Esto convierte la tregua en un alto el fuego unilateral, en el que Hezbolá debe respetarlo mientras Israel mantiene carta blanca para justificar sus acciones en Líbano; a su vez, Tel Aviv amenaza con poner fin al acuerdo cuando Hezbolá responde a algunos de estos ataques.

Este alto el fuego habría sido beneficioso para Israel al permitirle atender a la oposición interna que demanda el fin de la guerra en Líbano y la vuelta de los residentes al norte, pero no logra todos sus objetivos. Hezbolá, aunque debilitado, mantiene su influencia y presencia en el país. La posibilidad de que recupere parte de sus fuerzas y capacidades militares, incluso dentro del marco del Estado libanés, convierte a la tregua en un acuerdo frágil. HTS aprovecho la debilidad de Hezbolá para lanzar una ofensiva en Siria y derrocar al gobierno de la República Árabe Siria. A lo largo de 2024, eventos como las detonaciones de los buscapersonas y walkie-talkies en el centro de Beirut, los bombardeos israelíes sobre la población civil libanesa o el cruce de la Línea Azul durante la invasión israelí  no han hecho sino aumentar el sentimiento antisionista en el Líbano, también entre la población cristiana libanesa.
Por su parte el secretario general de Hezbolá, Naim Qassem, aseguró que Israel fracasó en su objetivo principal de destruir el grupo islamista, que sigue «operando» en aquellas zonas donde debe hacerlo y que sus miembros se mueven «sabiamente» según las exigencias de la situación bélica. También aseguró que la operación Inundación de Al-Aqsa sirvió «para cambiar las cosas» en la región y evidenciar que Israel «está atravesando una crisis existencial» al haber quedado «expuesto por sus acciones criminales y agresivas».